# 뮌헨
뮌헨(라틴어: Monachium, 독일어: München, 듣기 (도움말·정보), 바이에른어: Minga, 문화어: 뮨헨)은 독일 바이에른주의 최대 도시이자 주도시이다. 이 도시는 알프스 북부의 이자르강가에 위치한다. 뮌헨은 독일 베를린과 함부르크에 이어서 제3의 도시이다. 약 142만명이 시 경계선 안에 상주하고 있다. 1972년, 뮌헨은 하계 올림픽을 개최하였다. 도시의 슬로건은 "뮌헨은 당신을 좋아합니다."(München mag Dich)이다. 2006년 이전에 사용하던 모토는 "마음의 세계 도시"(Weltstadt mit Herz)이다. 뮌헨이라는 도시명의 유래는 옛 고산 지대 독일어로 "수도승들의 공간"이라는 뜻을 가진 무니헨(Munichen)에서 유래하였다. 이 도시를 건립한 자들은 베네딕트 칙령 당시의 수도승들이다. 그에 따라, 뮌헨의 휘장에는 수도승이 새겨져 있다. 뮌헨의 시 고유색은 신성 로마 제국을 상징하는 흑색과 금색으로, 루트비히 4세 시절부터 채택하고 있었다.
현재 뮌헨은 경제적 문화적 중심지로, 최고의 이민 희망 지역으로 손꼽혀오곤 하였다. 2011년, 머서의 삶의 질 조사에서 뮌헨은 4위에 랭크되어 있었다. 2thinknow가 162개의 항목을 기준으로 실시한 경제 및 사회 혁신 지수에서, 2010년에 조사된 289개의 도시 중 15위를 기록하였고, 독일 국내에서는 5위에 랭크되었다. 2010년, 모노클은 세계에서 가장 살기 좋은 도시로 뮌헨을 선정하였다.

## 역사

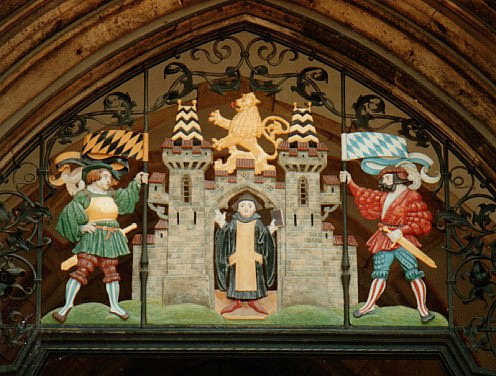
뮌헨 시 휘장

### 중세 마을에서의 출발
역사적 기록으로 미루어 문서에서 언급된 가장 이른 시기인 1158년에 건설된 것으로 추정된다. 그 문서는 아우크스부르크의 서명을 받았다. 1180년 작센과 바이에른 대공인 벨프 가가의 하인리히 사자공이 지배할 무렵, 이자르강에 베네딕트 수도원 인근으로 다리를 건설하였다.
1175년, 뮌헨은 도시로 승격되어 성곽이 건설되었다. 1180년 하인리히 사자공이 도시에 들어섰고, 오토 1세가 바이에른과 뮌헨의 대공이 프라이징 대관 자리도 차지하였다. (비텔즈바흐와 그의 후예는 바이에른을 이후 1918년까지 지배하였다.) 1240년, 뮌헨의 지배권은 1255년까지 오토 2세가 가져갔고, 바이에른 영지가 둘로 나뉘자, 뮌헨은 오버바이에른의 중심이 되었다.
1314년, 루트비히 4세가 독일의 왕으로 선출되었고, 1328년에는 신성 로마 제국의 황제가 되었다. 그는 뮌헨에 소금 독점권을 부여하였고, 추가적인 소득을 확보할 수 있도록 하였다. 15세기 말, 뮌헨은 구시가지에 대규모 고딕 건축물이 조성되었고, 뮌헨의 최대 고딕 성당이자, 현재의 프라우엔키어헤가 1468년을 기점으로 20년에 걸쳐져 건설되었다.

### 통일된 바이에른의 수도

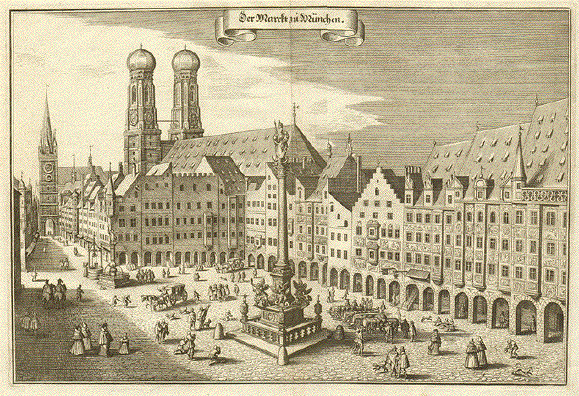
1650년대 뮌헨의 마리엔 광장

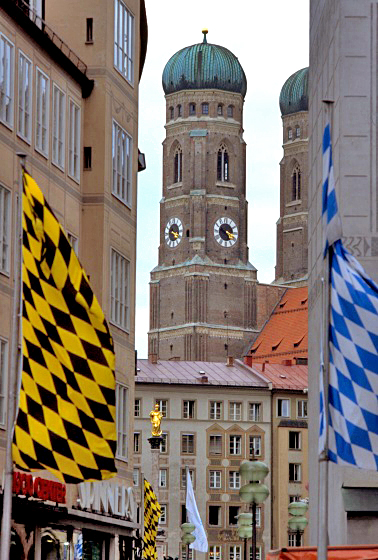
프라우엔키어헤를 배경으로 한 뮌헨 배너 (왼쪽) 과 바이에른 배너 (오른쪽)

1506년 바이에른 왕국이 통일된 이후, 뮌헨은 그 통일왕국의 수도가 되었다. 예술과 정치적인 면에서 뮌헨은 법정의 영향을 크게 받았다. 16세기, 뮌헨은 독일 르네상스의 핵심 도시였었다. 빌헬름 5세는 예수회의 위탁을 받아 르네상스의 중심이 된, 미하엘즈키어헤를 건설하였고, 흑맥주로 유명한 호프브로이하우스를 1589년에 건설하였다. 1609년에 뮌헨에 가톨릭 제후연맹이 들어섰다. 1623년, 30년 전쟁에서 뮌헨은 선거후인 막시밀리안 1세가 선제후가 된 뒤의 거처였으나, 1632년에 스웨덴의 구스타브 2세 아돌프가 이곳을 점령하였다. 1634년과 1635년 사이, 림프절 페스트가 유행하였을 때, 시 전체 인구의 3분의 1이 사망하였다. 바이에른은 이후 바로크 문화의 중심이 되었으나, 1704년에서 1742년까지 합스부르크 왕가의 지배 하에 고통받아야 했다.
1806년, 바이에른 신왕국의 수도가 되었고, 도시 내에 의회, 뮌헨과 프라이징의 대주교구가 위치하였다. 20년 뒤, 루트비히 막시밀리안 대학교가 뮌헨으로 이전하였다. 다수의 뮌헨 최고 건물들이 바이에른 신왕국의 처음 세 왕들에 의해 지어졌다. 이후, 루이폴트 왕자 시대에 이루어, 예술과 문화에 있어서 뮌헨은 발전의 정점을 찍었다.

### 두 차례의 세계대전
1914년에 제1차 세계 대전이 발발한 후 독일이 식량과 연료의 수급에 차질을 겪게 되자, 뮌헨에서의 삶은 텁텁하게 되었다. 1916년 프랑스의 공습 당시, 세 차례의 폭격이 있었다. 종전 후 뮌헨은 정치적 반란이 잦았다. 1918년 11월, 혁명의 전야에 루트비히 3세의 가문은 도시에서 탈출하였다. 쿠어트 아이스너, 초대 공화국 총리가 안톤 그라프 폰 아어코 아우프 팔레이에 1919년 2월에 암살되자, 바이에른 공산당이 창단되었다. 공산당이 집권하자, 뮌헨에서 거주한 적이 있던 블라디미르 레닌은 전보를 보내려 했으나 1919년 5월 3일에 자유군단에 의해 실패하였다. 다시 공화국이 된 이후, 뮌헨은 나치즘의 아돌프 히틀러와 같은 극단적 정치가들의 소굴이 되었다.

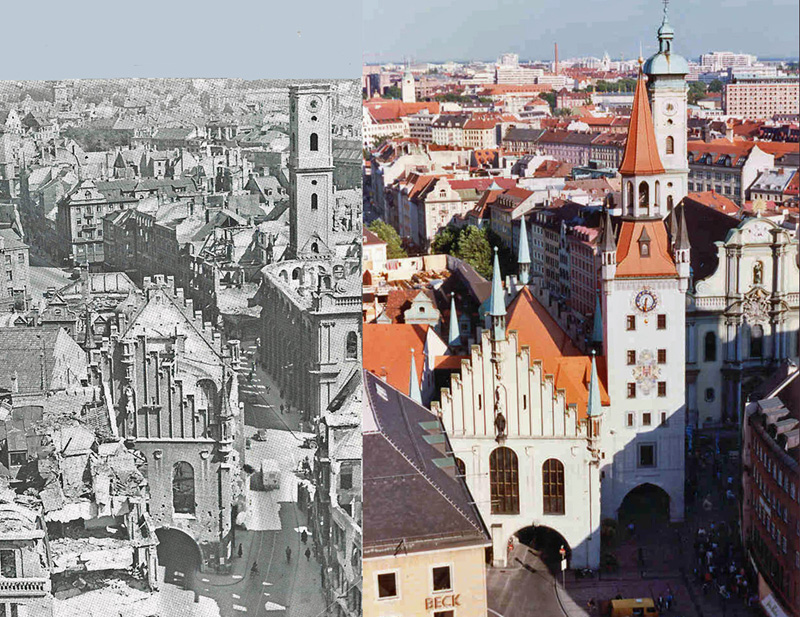
알트슈타트의 폭탄 피해. 왼쪽 그림에서 지붕이 날아가고 흠집이 난 건물은 구 시청으로 탈을 향하고 있다. 오른쪽 사진의 하일리히-가이스트-키어헤는 지붕이 없다. 또한 이 교회 뒷건물은 건물의 첨탑은 구리로 된 끄트머리가 없다. 탈부르크 탑은 완전히 유실되었었다.

1923년, 히틀러와 그의 지지자는 뮌헨에 집결하여 맥주홀 폭동을 일으켜 바이마르 공화국을 전복하여 정권을 잡으려 했다. 이 폭동에서 진합당한 국가 사회주의 독일 노동자당(나치당)은 히틀러가 체포되고 잠시 힘을 잃었다. 당시 나치당은 뮌헨 밖에서는 알려져 있지 않았다. 이후 뮌헨은 1933년에 히틀러가 수상에 오르며 다시 나치의 본거지가 되었다. 나치는 첫 강제 수용소를 도시에서 북서쪽으로 16km 떨어진 다하우에 건설하였다. 나치는 자신들의 이념을 퍼뜨리기 위해, 뮌헨을 개혁의 중심지 (Hauptstadt der Bewegung)라고 불렀다. 나치당(NSDAP) 본부 건물은 뮌헨에 위치하였고, 다수의 퓌러바우텐 (Führerbauten, 총통의 건물) 들이 왕의 광장 (Königsplatz) 에 다수 지어져 있었으며, 이들 중 일부는 현재까지도 존재한다. 이후 프랑스와 영국 등과의 협정을 체결하였고, 결국 이는 제2차 세계 대전으로 이어졌다. 네빌 체임벌린 영국 수상은 체코슬로바키아의 주데텐란트 합병을 인정하였고, 그의 안일한 행위는 제3제국의 욕망을 더욱 불태우게 만들었다.
뮌헨은 1942년 6월에 결성되어 1943년 2월까지 활동했던 백장미 결사대의 중심지였다. 이들의 주축 요원들은 체포되어 뮌헨 대학교에서 한스 숄과 소피 숄의 전단지 배부 이후 처형되었다.
전쟁 당시 이곳은 연합군의 집중 포격을 받았다. 뮌헨은 6년간 무려 71번이나 공습을 당하였다.

### 전후
1945년 미군의 점령 이후, 뮌헨은 다른 서독의 폐허가 된 도시들에 비해 꼼꼼히 재건되었다. 그에 따라 뮌헨은 옛 도로를 살려 재건되었다. 1957년, 뮌헨의 인구는 100만명을 넘었다.
1972년, 하계 올림픽이 뮌헨에서 개최되었다. 이 올림픽 당시 이스라엘 선수가 팔레스타인의 테러 단체인 검은 9월단에 암살되는 사태가 발생하였다. 그 외에도 몇명의 이스라엘 선수단이 인질로 잡히기도 했다.

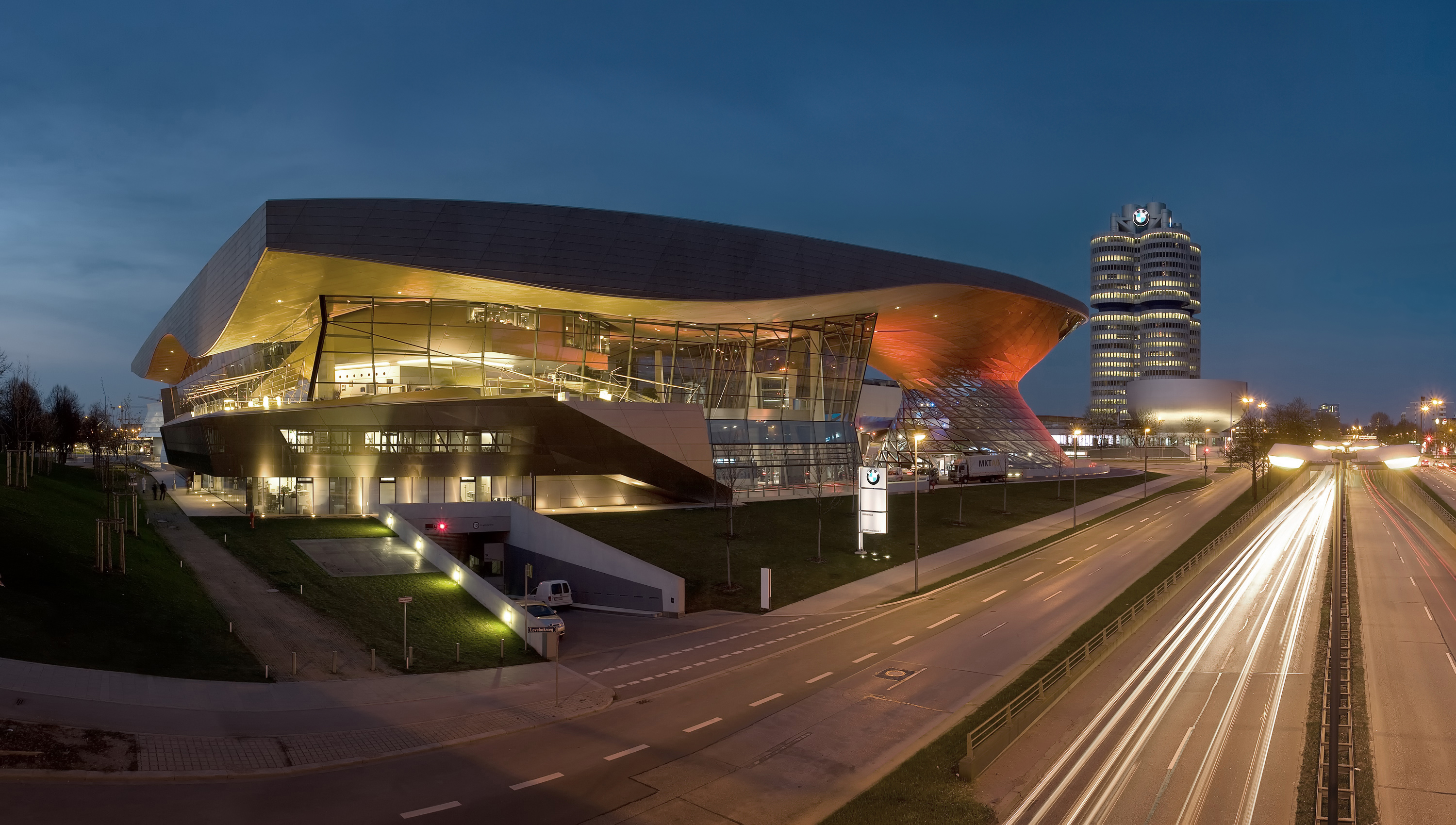
BMW 벨트의 야경

다수의 뮌헨 시민들은 상류층에 속한다. 머서의 삶의 질 조사에 따르면 삶의 질 수준이 상위 10위에 꾸준히 들었으며, 2007년 조사에서 8위를 차지하였다. 머서는 뮌헨의 땅값을 세계 39위에, 독일 1위로 랭크하였다. 뮌헨은 IT, 생명공학, 출판 등의 영역에서 경제적으로 중추적인 부분을 담당한다. 공해도는 낮지만 2006년에 시의회에서 미세입자 농도에 대해 회의를 한 바 있었고, 그린피스를 비롯한 환경 단체가 공해 문제 해결을 촉구하기 위해 집회를 열기도 하였다.
현재, 뮌헨은 함부르크나 베를린 등의 다른 독일 대도시들에 비해 범죄율이 낮다. 이 높은 삶의 질과 안정서에 대해 영미권 시민들은 뮌헨을 "장난감 마을" 이라고 부른다. 한편, 현지인들은 뮌헨에 "100만 마을" (Millionendorf) 라는 별명을 붙였다. (독일어로 "dorf"는 작은 마을을 의미한다. 인구가 100만이 넘지만 도시가 아닌 마을 같은 정취를 가지고 있음을 비유한 별명이다.)

## 지리

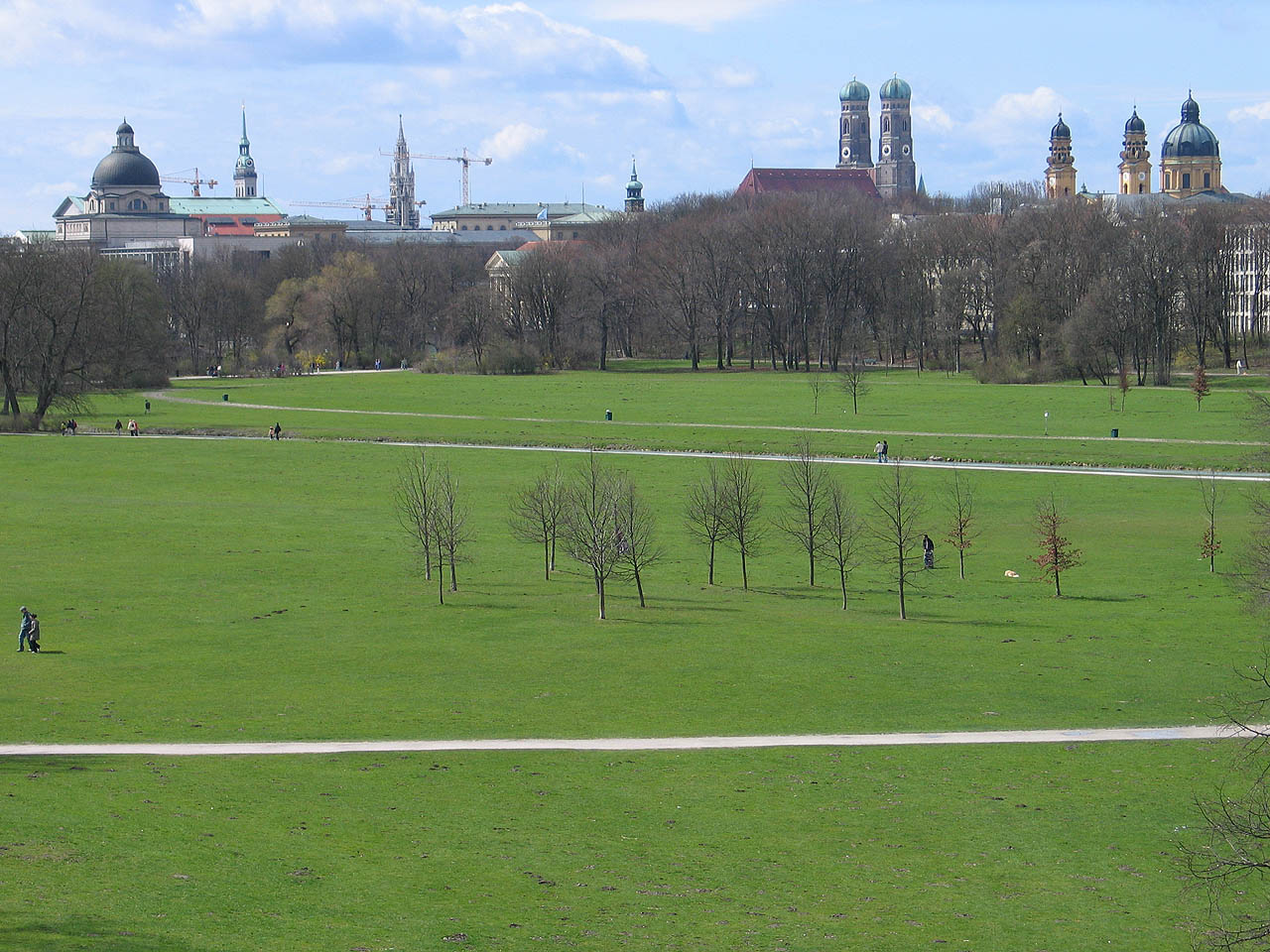
영국정원 전경

뮌헨은 알프스산맥 북부 끝자락에서 50 km 북쪽의 오버바이에른 현 해발 520m 고지대에 위치한다. 인근에 이자르강과 뷔름강이 흐른다. 도시를 둘러쌓인 곳은 알파인산맥 입구지대이다. 도시 북쪽은 모래로 된 부싯돌 지대로, 더 이상 알프스의 지질활동의 영향을 받지 않는 곳이며, 시 남부는 빙퇴석 지대로, 알프스의 지질 영향이 현재 일어나는 곳이다. 이 중간에는 하빙성 지대이다. 이곳의 퇴적 지대는 앏아서, 지하수가 자갈 표면을 침투하여 늪지대를 뮌헨 북부에 조성하였다.

### 기후
뮌헨은 인근 알프스산맥의 영향을 받은 대륙성 기후를 보인다. 도시의 위도와 알프스 북쪽 기슭이라는 점을 고려하면, 강수량이 높은 편이다. 간혹, 폭풍우가 예상되지 않은 시점에 퍼부어지기도 한다. 또한, 일교차와 연교차도 큰 편이다. 알프스를 넘어온 바람이 푄 현상에 의해 겨울에도 급격하게 온도가 상승할 수도 있다.
뮌헨은 12월부터 3월까지가 겨울이다. 뮌헨의 겨울은 대체로 춥지만, 가끔가다 푹풍우가 내리기도 한다. 연최저 평균 온도는 1월의 -2.2 °C이다. 겨울에는 몇주간 눈이 쌓이기도 한다. 반대로 연최고 평균 온도는 7월의 24.0 °C이다. 여름은 5월에서 9월까지 지속된다.
| 뮌헨의 기후                                                     | 뮌헨의 기후  | 뮌헨의 기후   | 뮌헨의 기후 | 뮌헨의 기후 | 뮌헨의 기후  | 뮌헨의 기후  | 뮌헨의 기후  | 뮌헨의 기후  | 뮌헨의 기후 | 뮌헨의 기후 | 뮌헨의 기후  | 뮌헨의 기후  | 뮌헨의 기후   |
| 월                                                              | 1월          | 2월           | 3월         | 4월         | 5월          | 6월          | 7월          | 8월          | 9월         | 10월        | 11월         | 12월         | 연간          |
| --------------------------------------------------------------- | ------------ | ------------- | ----------- | ----------- | ------------ | ------------ | ------------ | ------------ | ----------- | ----------- | ------------ | ------------ | ------------- |
| 역대 최고 기온 °C (°F)                                          | 18.9 (66.0)  | 21.4 (70.5)   | 24.0 (75.2) | 32.2 (90.0) | 31.8 (89.2)  | 35.2 (95.4)  | 37.5 (99.5)  | 37.0 (98.6)  | 31.8 (89.2) | 28.2 (82.8) | 24.2 (75.6)  | 21.7 (71.1)  | 37.5 (99.5)   |
| 일평균 최고 기온 °C (°F)                                        | 4.0 (39.2)   | 5.6 (42.1)    | 10.1 (50.2) | 15.2 (59.4) | 19.4 (66.9)  | 22.9 (73.2)  | 24.9 (76.8)  | 24.7 (76.5)  | 19.6 (67.3) | 14.5 (58.1) | 8.2 (46.8)   | 4.8 (40.6)   | 14.5 (58.1)   |
| 일일 평균 기온 °C (°F)                                          | 0.9 (33.6)   | 1.9 (35.4)    | 5.7 (42.3)  | 10.2 (50.4) | 14.3 (57.7)  | 17.8 (64.0)  | 19.6 (67.3)  | 19.4 (66.9)  | 14.7 (58.5) | 10.1 (50.2) | 4.9 (40.8)   | 1.8 (35.2)   | 10.1 (50.2)   |
| 일평균 최저 기온 °C (°F)                                        | −1.8 (28.8)  | −1.4 (29.5)   | 1.7 (35.1)  | 5.3 (41.5)  | 9.3 (48.7)   | 12.9 (55.2)  | 14.7 (58.5)  | 14.5 (58.1)  | 10.4 (50.7) | 6.5 (43.7)  | 2.1 (35.8)   | −0.8 (30.6)  | 6.1 (43.0)    |
| 역대 최저 기온 °C (°F)                                          | −22.2 (−8.0) | −25.4 (−13.7) | −16.0 (3.2) | −6.0 (21.2) | −2.3 (27.9)  | 1.0 (33.8)   | 6.5 (43.7)   | 4.8 (40.6)   | 0.6 (33.1)  | −4.5 (23.9) | −11.0 (12.2) | −20.7 (−5.3) | −25.4 (−13.7) |
| 평균 강수량 mm (인치)                                           | 51.9 (2.04)  | 45.5 (1.79)   | 61.2 (2.41) | 56.0 (2.20) | 107.0 (4.21) | 120.9 (4.76) | 118.9 (4.68) | 116.5 (4.59) | 78.1 (3.07) | 66.9 (2.63) | 58.4 (2.30)  | 58.5 (2.30)  | 939.7 (37.00) |
| 평균 강수일수 (≥ 1.0 mm)                                        | 15.3         | 14.0          | 15.6        | 13.5        | 16.1         | 16.7         | 16.1         | 15.0         | 14.2        | 14.2        | 14.6         | 16.8         | 182.0         |
| 평균 강설일수 (≥ 1.0 cm)                                        | 11.7         | 11.2          | 4.5         | 0.6         | 0            | 0            | 0            | 0            | 0           | 0           | 3.3          | 8.0          | 39.3          |
| 평균 상대 습도 (%)                                              | 80.3         | 75.9          | 70.7        | 64.6        | 67.2         | 67.2         | 66.1         | 68.1         | 75.5        | 79.9        | 83.3         | 82.3         | 73.4          |
| 평균 월간 일조시간                                              | 74.6         | 95.2          | 145.3       | 186.0       | 213.0        | 223.7        | 241.4        | 232.1        | 169.7       | 123.3       | 74.0         | 66.4         | 1,841.4       |
| 출처 1: 세계기상기구 (평년값: 1991년~2020년, 극값: 1954년~현재) |              |               |             |             |              |              |              |              |             |             |              |              |               |
| 출처 2: 독일 기상청, SKlima.de, Infoclimat                      |              |               |             |             |              |              |              |              |             |             |              |              |               |

## 인구 통계

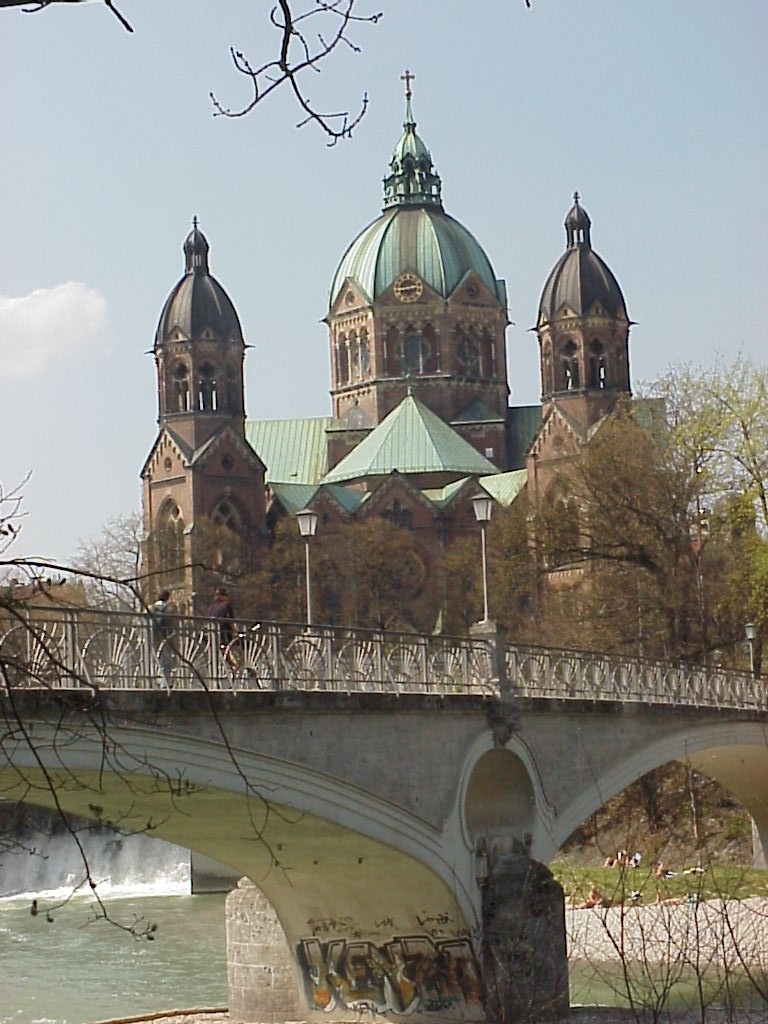
이자르 강변의 성 루가 성당

2007년 7월을 기준으로, 뮌헨의 인구는 134만명이었으며, 이들 중 300,129명이 독일 시민권을 가지지 못한 외국인들이었다. 시내에는 터키계와 발칸계 단체가 발달되어 있다. 가장 인구가 많은 외국인은 튀르키예인(43,309명)이었고, 알바니아인(30,385명), 크로아티아인(24,866명), 세르비아인(24,439명), 그리스인(22,486명), 오스트리아인(21,411명), 이탈리아인(20,847명)이 그 뒤를 이었다. 뮌헨의 외국인 37%가 유럽 연합 국가들 출신이다.
1700년대에 24,000명에 불과했던 인구는, 매 30년마다 2배로 인구가 증가하였다. 예를 들어 1852년의 인구는 10만명이었으나, 1883년에는 250,000명으로 인구가 증가하였다. 1901년에 들어서, 인구는 또다시 2배로 불어나 500,000명이 되었다. 이 해를 기점으로, 뮌헨은 독일의 제3도시가 되었다. 1933년, 840,901명이 뮌헨에 상주하였고, 1957년에는 인구가 100만명을 돌파하였다.
뮌헨 전체 인구의 49.3%는 현재 종교가 없으며, 이 부류의 인구가 가장 빠르게 성장하고 있다. 다른 독일 지역들과 마찬가지로 천주교 신자와 개신교 신자가 꾸준히, 감소세를 보였다. 2010년 12월 31일 기준, 도시 인구의 36.8%가 천주교 신자였고, 13.6%가 개신교, 0.3%가 유대교 신자였다. 그 외에도 소수의 성공회 교도와 외국인들을 주축으로 한 이슬람교도가 존재한다.
| 혈통        | 백분율 |
| ----------- | ------ |
| 독일인      | 72%    |
| 기타 유럽인 | 9.4%   |
| 튀르키예인  | 4%     |
| 아프리카인  | 6%     |
| 아시아인    | 3%     |
| 기타/혼혈   | 5.6%   |

| 연도 | 인구      | ±%      |
| ---- | --------- | ------- |
| 1500 | 13,447    | —       |
| 1600 | 21,943    | +63.2%  |
| 1750 | 32,000    | +45.8%  |
| 1880 | 230,023   | +618.8% |
| 1890 | 349,024   | +51.7%  |
| 1900 | 499,932   | +43.2%  |
| 1910 | 596,467   | +19.3%  |
| 1920 | 666,000   | +11.7%  |
| 1930 | 728,900   | +9.4%   |
| 1940 | 834,500   | +14.5%  |
| 1950 | 823,892   | −1.3%   |
| 1960 | 1,055,457 | +28.1%  |
| 1970 | 1,311,978 | +24.3%  |
| 1980 | 1,298,941 | −1.0%   |
| 1990 | 1,229,026 | −5.4%   |
| 2000 | 1,210,223 | −1.5%   |
| 2005 | 1,259,584 | +4.1%   |
| 2010 | 1,353,186 | +7.4%   |
| 2011 | 1,364,920 | +0.9%   |
| 2012 | 1,388,308 | +1.7%   |
| 2013 | 1,402,455 | +1.0%   |
| 2015 | 1,450,381 | +3.4%   |

## 정치

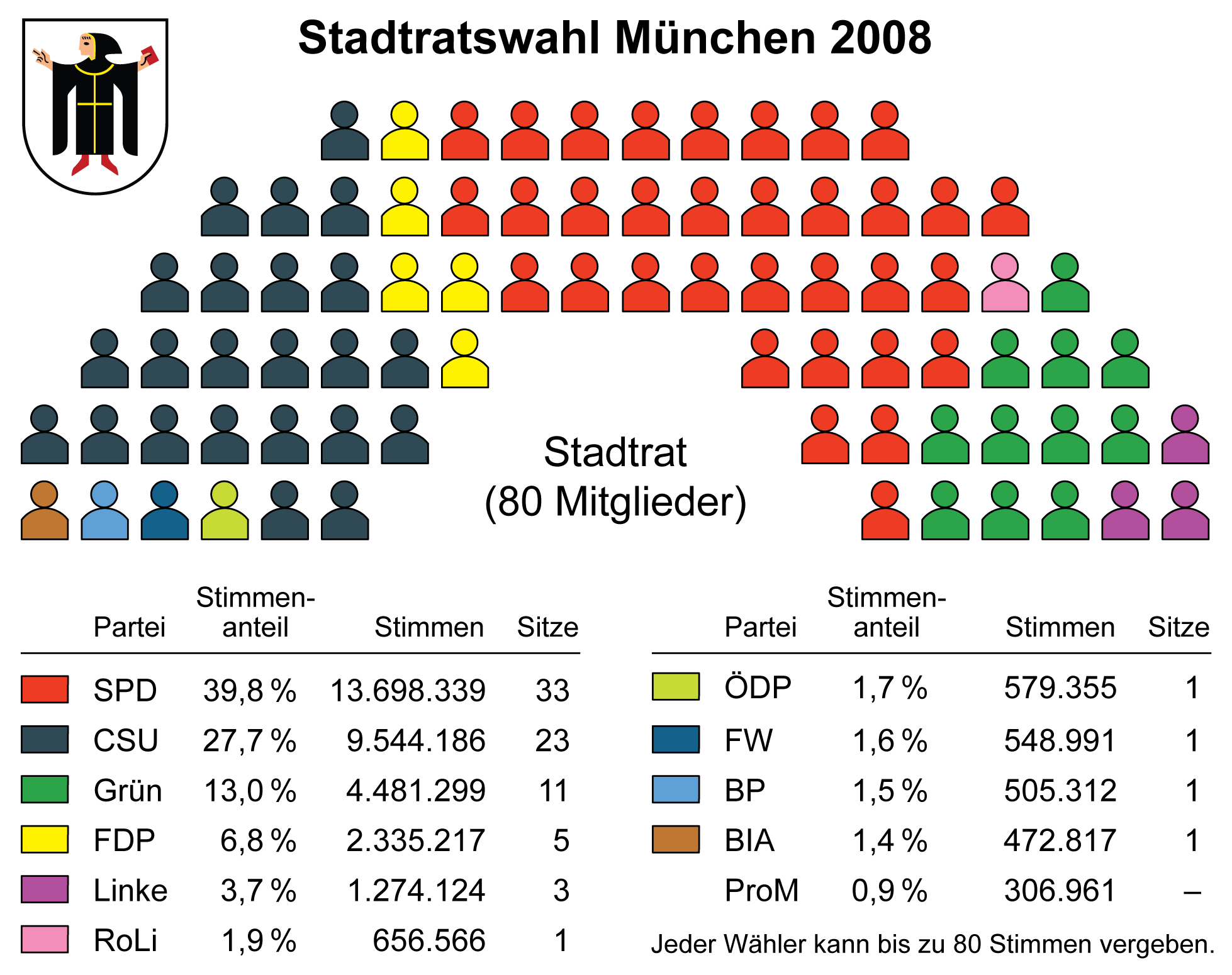
2008년 시의회 대선결과

뮌헨의 현 시장은 독일 사회민주당 소속의 크리스티안 우데이다. 뮌헨은 제2차 세계 대전을 기점으로 SPD가 주권을 잃지 않았다. 이 점은 남부 바이에른주가 대체적으로 보수적이고 바이에른 기독교 사회연합이 대부분의 도시, 주, 연방 단위의 투표에서 과반수의 득표를 얻는 것과는 대조되게 이례적이다. 바이에른 주에서 두 번째로 큰 도시인 뉘른베르크도 독일 사회민주당의 힘이 가장 센 몇 안되는 바이에른 주의 도시이다.
뮌헨은 독일 사회민주당과 녹색당, 로자 리슈테 (핑크리스트, 동성연애 지지당) 이 의석을 확보한 상태이다.
바이에른 자유 주의 주도로, 뮌헨은 독일 내의 정치 거점으로, 바이에른 주의회, 주 의장 등의 거처이다.
연방 재정 법원과 유럽 특허원을 비롯한 몇몇 국립 및 국제 당국이 뮌헨에 본거지를 둔다.
2003년, 뮌헨은 14,000개의 컴퓨터를 단계적으로 자유 소프트웨어로 교체하였다. 그에 따라 데비안을 기초로 한 리눅스 운영체제인 리묵스 (LiMux) 가 설치되었다.

## 행정 구역

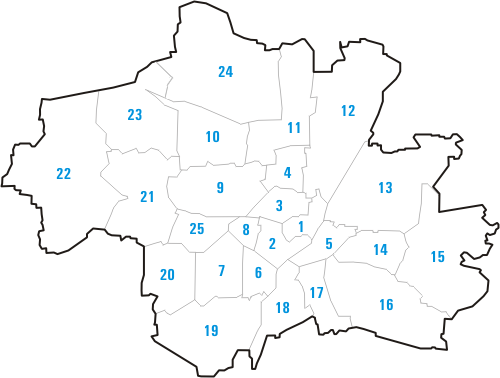
뮌헨의 행정구역

1992년 행정적 개정 이후, 뮌헨은 25개의 구 (Stadtbezirke) 로 나뉘는 도시가 되었다.
알라흐-운터멘칭 (Allach-Untermenzing, 23), 알트슈타트-레헬 (Altstadt-Lehel, 1), 아우빙-로흐하우젠-랑비트 (Aubing-Lochhausen-Langwied, 22), 아우-하이트하우젠 (Au-Haidhausen, 5), 베어크 암 라임 (Berg am Laim, 14), 보겐하우젠 (Bogenhausen, 13), 펠트모힝-하젠베어글 (Feldmoching-Hasenbergl, 24), 하데언 (Hadern, 20), 라임 (Laim, 25), 루트비히슈포어슈타트-이자보어슈타트 (Ludwigsvorstadt-Isarvorstadt, 2), 막스포어슈타트 (Maxvorstadt, 3), 밀베어트쇼펜-암 하트 (Milbertshofen-Am Hart, 11), 모우자흐 (Moosach, 10), 노이하우젠-님펜부어크 (Neuhausen-Nymphenburg, 9), 오버기징 (Obergiesing, 17), 파징-오버멘칭 (Pasing-Obermenzing, 21), 라머슈도어프-페어라흐 (Ramersdorf-Perlach, 16), 슈바빙-프라이만 (Schwabing-Freimann, 12), 슈바빙-베스트 (Schwabing-West, 4), 슈반탈러회헤 (Schwanthalerhöhe, 8), 젠틀링 (Sendling, 6), 젠틀링-베스트파어크 (Sendling-Westpark, 7), 탈키어헨-오버젠틀링-푀어슈텐리트-퓌어슈텐리트-졸른 (Thalkirchen-Obersendling-Forstenried-Fürstenried-Solln, 19), 트루데어링-림 (Trudering-Riem, 15), 운터기징-하얼라힝 (Untergiesing-Harlaching, 18).

## 건축물

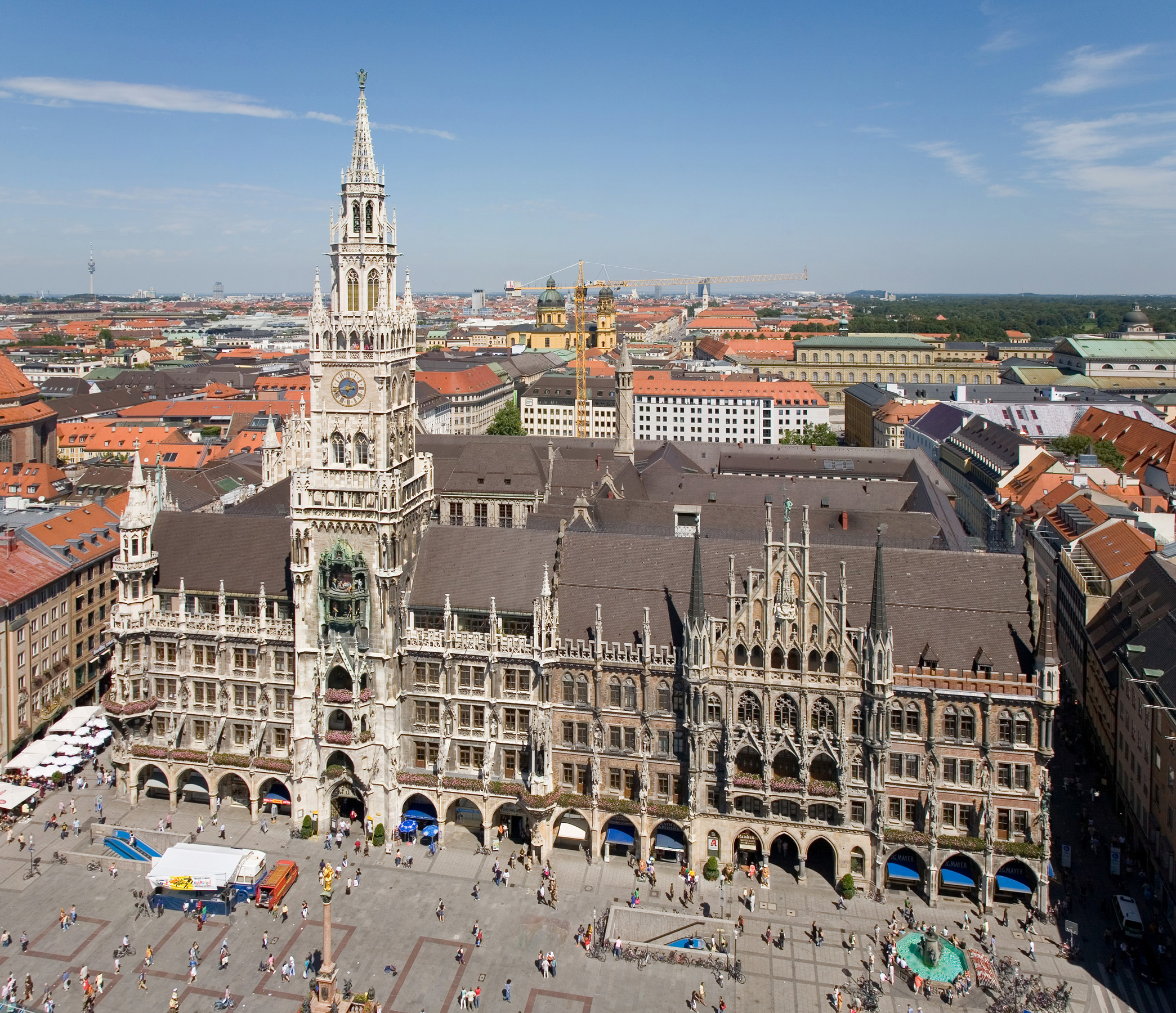
마리엔 광장의 신 시청

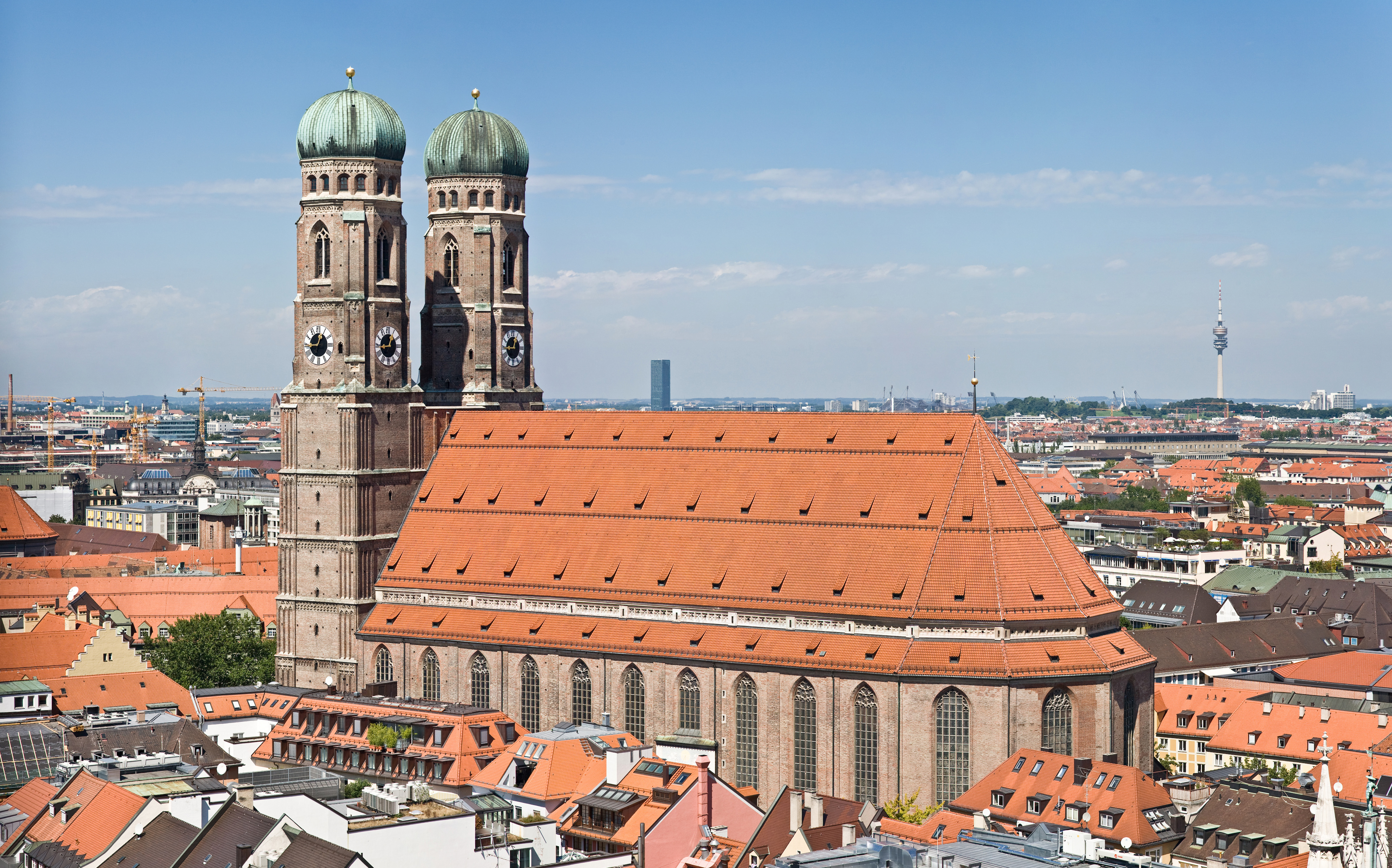
프라우엔키어헤

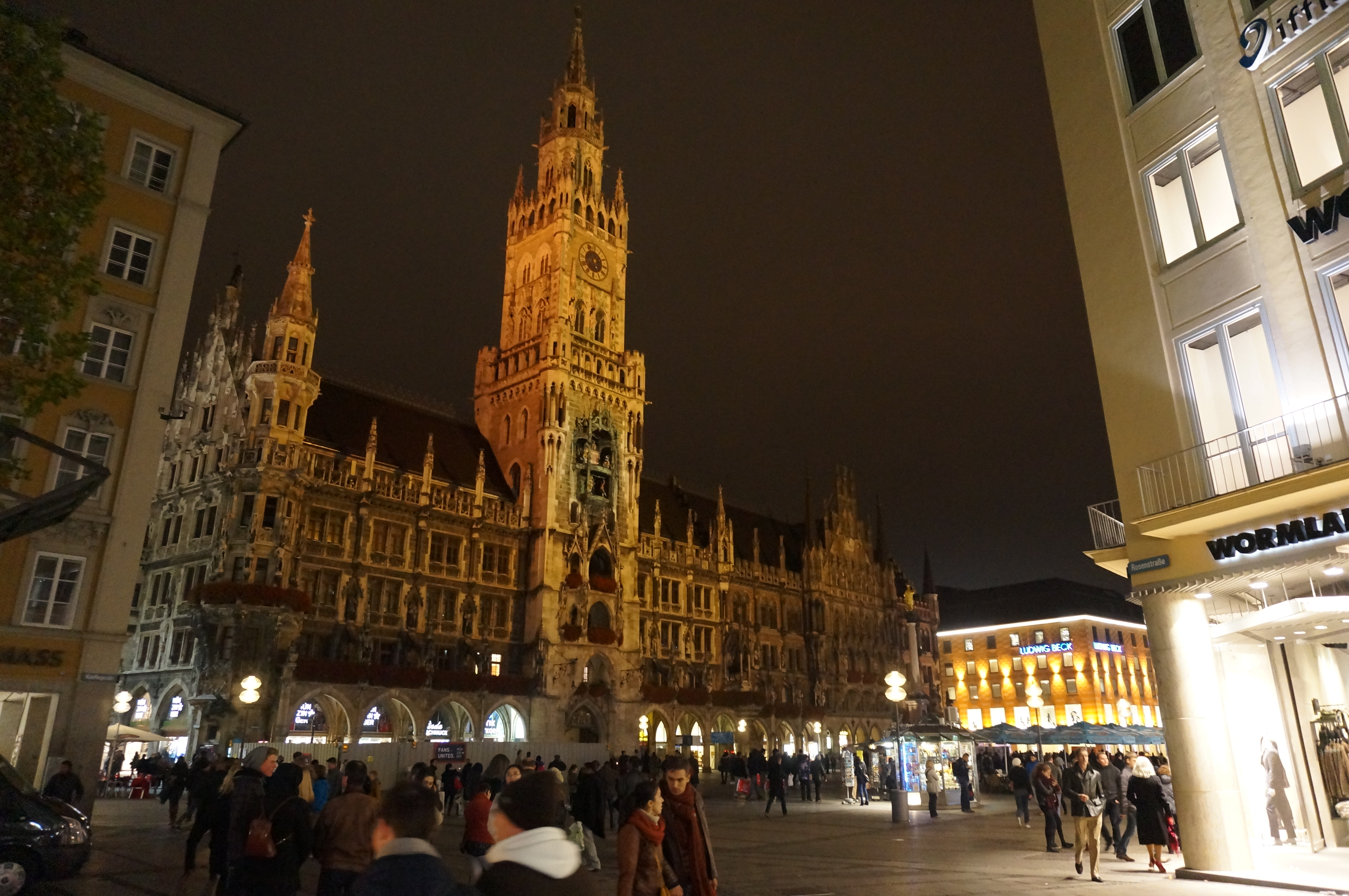
밤의 뮌헨 뉴타운홀

전후 폐허에서 재건을 이룩한 이래, 뮌헨 시내에는 역사적인 건물들과 현대의 인상적인 건축물들이 조화를 이루고 있다. SCSDNGT (Society's Center for Sustainable Destinations for the National Geographic Traveler)의 조사에 의하면, 100개의 역사적 장소들 중에서 뮌헨을 30위에 선정하였다.

### 시내
시 중앙부에는 마리엔자울레 (Mariensäule)의 이름을 딴 마리엔 광장(Marienplatz) 이 있다. 광장 중앙에 마리아 상이 있으며, 인근에 신 시청과 구 시청이 위치한다. 마리아 상의 기둥에는 시계탑 인형극 (Rathaus-Glockenspiel) 을 볼 수 있다. 중세의 성곽이 철거된 후 지금까지 동쪽의 이자어토어 (Isartor), 남쪽의 젠틀링거토어 (Sendlinger Tor), 서쪽의 카를슈토어 (Karlstor)의 3대문이 현재까지 남아있다. 카를슈토어는 정의의 궁전 (Justizpalast) 와 분수가 있는 슈타후스 (Stachus) 대광장으로 이어진다.
마리아 광장 인근의 성 베드로 대성당 (Peterskirche) 은 도심에서 가장 오래된 성당이다. 이 성당은 로마네스크 시대에 지어졌으며, 뮌헨의 초창기 승려 정착기이자, 공식적으로 처음 도시가 세워졌던 1158년에 세워졌다. 성베드로 성당 옆에는 고딕 양식의 대성당인 하일리히가이스트키어헤 (Heiliggeistkirche) 가 있는데, 이 건물은 1724년 이래 바로크식으로 변경되었으며, 뮌헨에서 가장 붐비는 시장인 픽투아린마크트 (Viktualienmarkt)를 내려다보고 있다.
도심에서 가장 유명한 건물인 프라우엔키어헤 (Frauenkirche)는 성당 겸 뮌헨과 프라이징의 교구 중심으로 활용되고 있다. 인근의 미하엘즈키어헤 (Michaelskirche)는 북알프스의 르네상스 시대에 지어진 성당으고, 테아티너키어헤 (Theatinerkirche)는 이탈리아의 바로크 양식에 영향을 받은 바실리카로 남독일 바로크 방식의 건축물이다. 이 건물의 돔은 오데온즈 광장 (Odeonsplatz) 과 첫 로코코 양식의 바이에른 성당인 성 안나 다멘슈티프즈키어헤 (St. Anna Damenstiftskirche) 와 성 안나 임 레헬 (St. Anna im Lehel) 을 내려다 본다. 아잠키어헤 (Asamkirche)는 아잠 형제의 기부를 받아 로코코 양식의 선구자들에 의해 건설되었다.
레지덴츠 궁전 단지 (1385년 착공)는 뮌헨의 구시가지 끄트머리에 위치하며, 유럽 최고의 인테리어 박물관으로 손꼽힌다. 여러차례의 리모델링을 거친 현재 금고와 로코코 양식의 쿨빌리에 극장 (Cuvilliés-Theater) 을 내부에 두고 있다. 레지덴츠 바로 인근에는 신고전 양식의 오페라 극장인 국립 극장이 있다. 뮌헨에 위치한 바로크 및 신고전 양식으로 된 저택으로는 현재 포어시아 궁전 (Palais Porcia), 프레이징 궁전 (Palais Preysing), 홀른슈타인 궁전 (Palais Holnstein), 그리고 카를왕자 궁전 (Prinz-Carl-Palais)가 있다. 위의 모든 궁전들은 중세 성이자 비텔즈바흐 뮌헨 공작들이 거주하던 알테 호프 (Alte Hof) 와 마찬가지로 레지덴츠 인근에 건설되었다.
도심지역은 세컨드 라이프의 가상 세계에도 나오며, 가상 투어를 할 수 있다.

### 거리와 광장

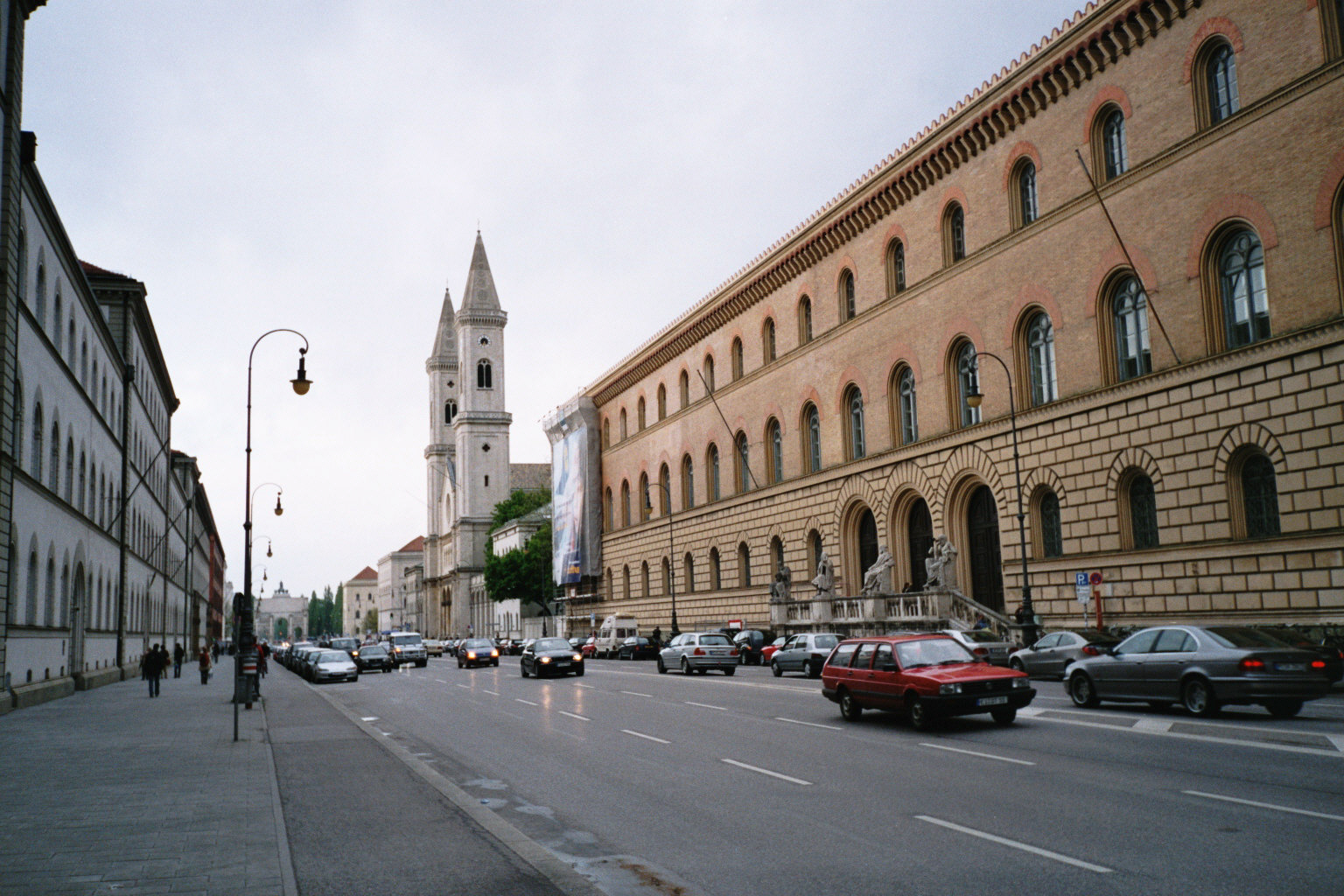
루트비히 가 (Ludwigstraße)

19세기에 깔린 4개의 주요 거리가 뮌헨 도심과 부도심의 다수 주요 건물들을 연결한다.
신고전 방식의 브리너 가 (Briennerstraße) 가 오데온즈 광장 (Odeonsplatz)에서 시작하여 레지덴츠 구시가지까지 동서로 뻗어 있으며, 왕의 광장 (Königsplatz), 도리아 양식의 프로필리어 (Propyläen), 이오니아 양식의 글립토테크 (Glyptothek) 그리고 코린토스 양식의 고전예술 박물관 (Staatliche Antikensammlungen) 이 위치하며, 그 뒤로는 보니파츠 수도원 (Abtei St. Bonifaz) 이 세워져 있다. 왕의 광장을 중심으로, 다수의 미술관이 있다.
루트비히 가 (Ludwigstraße) 도 오데온즈 광장 (Odeonsplatz)에서 시작되며 남북으로 뻗어 있다. 이 거리에 뮌헨 루트비히 막시밀리안 대학교, 루트비히 성당 (Ludwigskirche), 이탈리아 로마네스크 양식의 르네상스 건물이 세워져 있다.

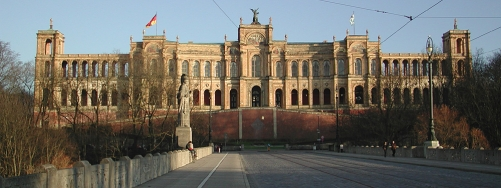
막시밀리아네움

신고딕 양식의 막시밀리안 가 (Maximilianstraße)는 막스-요제프-광장 (Max-Joseph-Platz)에서 시작하여, 뮌헨 국립극장이 있는 레지덴츠 구시가지까지 동서로 뻗어 있다. 이 거리는 신고딕 양식의 건물들이 들어서 있고, 샤우슈필하우즈 (Schauspielhaus), 오버바이에른 현의회, 그리고 민족학 박물관 등이 있다. 이자르강을 건너, 주의회 막시밀리아네움 (Maximilianeum) 을 우회한다. 막시밀리안 가의 서쪽은 호화 상점들과, 명성 높은 5성급 호텔인 호텔 피어 야레차이텐 (Hotel Vier Jahrezeiten) 이 위치한다.
프린츠레겐텐 가 (Prinzregentenstraße)는 막시밀리안 가와 평행하게 뻗어 있으며, 카를-왕자-궁전 (Prinz-Carl-Palais)에서 시작한다. 이 거리를 따라 바이에른 국립박물관, 예술의 집 (Haus der Kunst), 샤크갈라리 (Schackgalerie)를 비롯한 다수의 박물관이 위치한다. 이 길도 이자르강을 건너며, 프리덴젠겔 기념관을 우회하여, 빌라 슈투크와, 히틀러의 구 아파트를 지난다. 레겐트 왕자 극장 (Prinzregententheater) 이 프린츠레겐텐 가의 동쪽 끝이다.

### 다른 구들

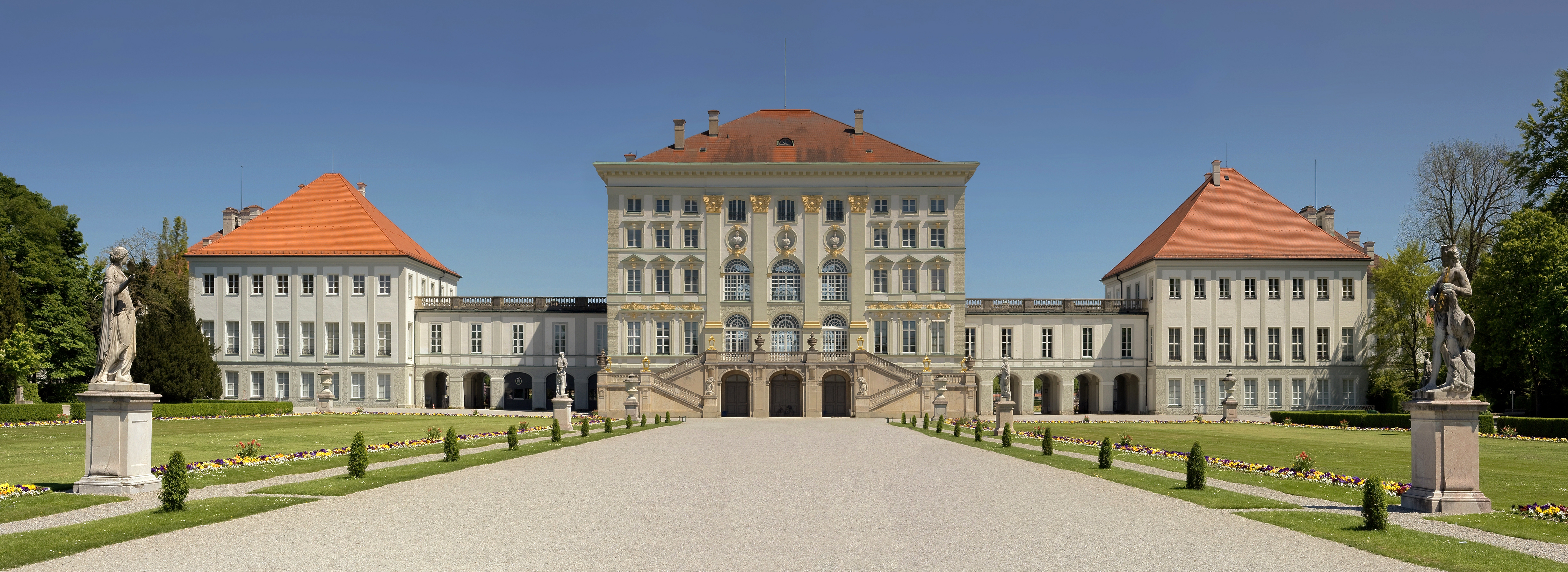
님펜부르크 궁전

바이에른 왕국의 옛 궁전으로는 바로크 양식으로 지어진 님펜부르크 (Nymphenburg) 와 오버슐라이스하임 (Oberschleissheim) 이 있다. 님펜부르크 궁전 (Schloss Nymphenburg) 은 도심에서 6 km 북서쪽으로 떨어진 곳에 있으며, 공원으로 둘러쌓인 이 궁전은 유럽에서 가장 아름다운 궁전으로 손꼽힌다. 님펜부르크 궁전에서 2 km 북쪽으로는 고딕 양식의 교회를 갖추었으며, 바이에른 대공작이 살던 블루텐부르크 성 (Schloss Blutenburg) 이 위치한다. 퓌어슈텐리트 성 (Schloss Fürstenried) 은 시 외곽의 오버슐라이스하임 (Oberschleißheim) 에 위치하며, 궁전이 세부분으로 나뉜다: 구 궁전 (Altes Schloss Schleissheim), 신 궁전 (Neues Schloss Schleissheim), 루슈타임 궁전 (Lustheim Palace). 이 궁전들은 대개 박물관이나 미술관으로 활용된다. 국립 독일 박물관 (Deutsches Museum)의 항공기 전시관 (Flugwerft Schleissheim) 은 인근의 슐라이스하임 비행장에 위치한다.

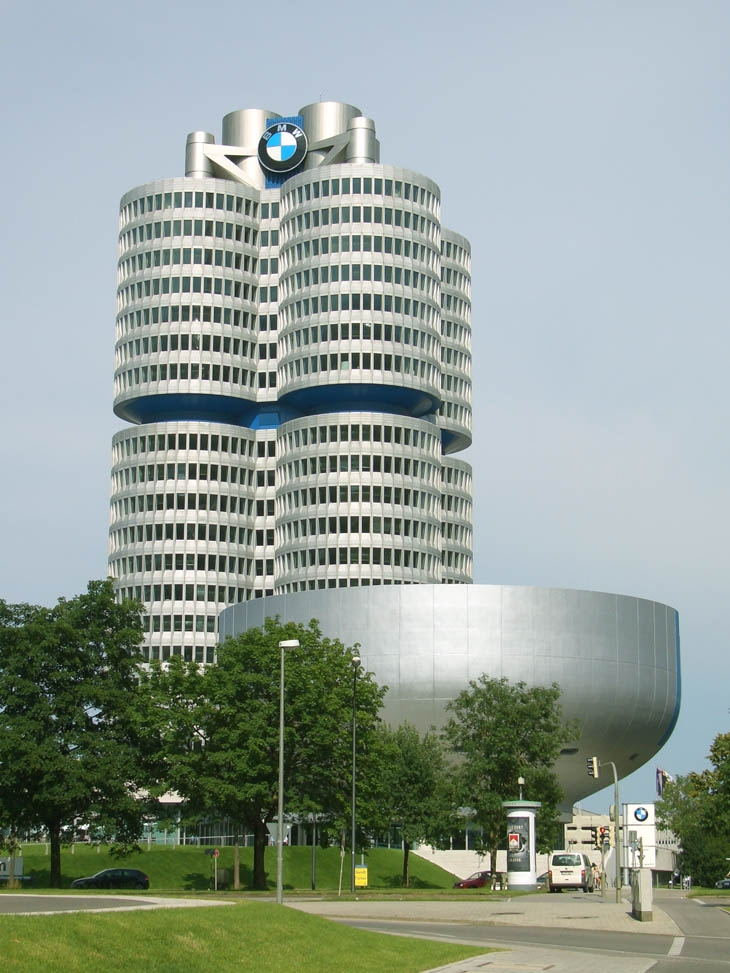
BMW 본사

베어크 암 라임 (Berg am Laim)의 성 미하엘 성당은 시내에서 가장 인상적인 성당으로 손꼽힌다. 라머즈도어프 (Ramersdorf)의 성모 마리아 성당을 비롯한 대부분의 뮌헨 성당들은 대체로 중세때에 건설되었다. 가장 오래된 성당은 프뢰트마닝 (Fröttmaning)의 하일리히 크로이츠 (Heilig Kreuz) 로, 알리안츠 아레나 인근에 건설되어 있으며, 이 성당은 로마네스크 프레스코 양식으로 알려져 있다. 시의 부도심에는 현대적인 건축물이 들어서 있으나, 멀리 있는 알프스를 쉽게 올려다보기 위하여, 건물 높이 제안이 걸리게 되었고, 이로 인해 소수의 전망타워를 제외하고는 건물이 낮게 지어졌다. 대부분의 고층 건물들은 시 북부에 위치하며, 히포 하우즈 (Hypo-Haus), 아라벨라 고층빌딩 (Arabella Hochhaus), 하이라이트 타워 (Highlight Towers), 호흐하우스 업타운 (Hochhaus Uptown), 뮌헨문, 올림피아파크 인근의 BMW 본사 등이 북부에 세워진 고층 건물들이다. 도심 인근의 고층 건물들로는 지멘스 캠퍼스가 있다. 뮌헨의 유명 관광 건물로는 아래에 설명되는 경기장들도 포함된다. (참고)
파잔가어텐 (Fasangarten) 은 슈타델하임 (Stadelheim) 감옥에 위치한 전 미군기지 맥그로 카세른 (McGraw Kaserne) 이 철수한 자리에 세워졌다.

### 공원

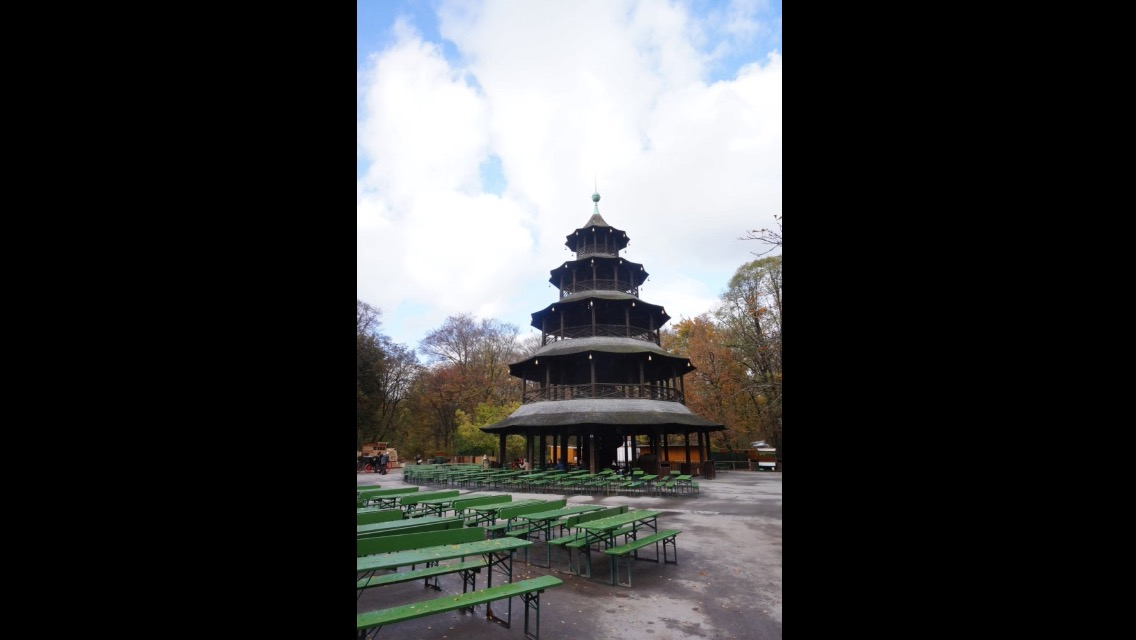
뮌헨 영국정원에 있는 중국탑

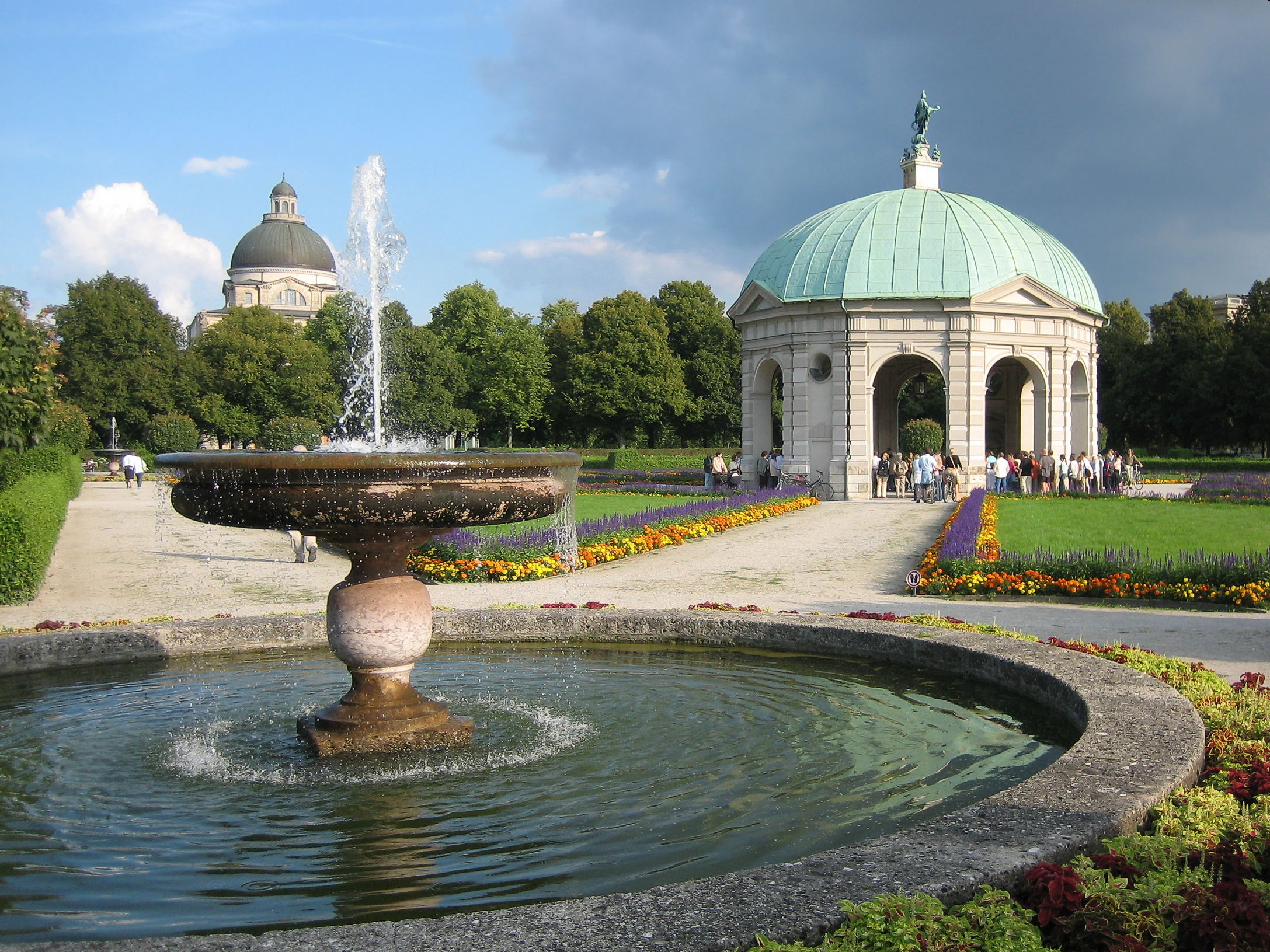
레지덴츠 인근의 호프가어텐

뮌헨 시내에는 다수의 공원을 두고 있다. 영국정원 (Englischer Garten) 은 도심에 가장 근접해 있으며 뉴욕시의 센트럴파크보다 큰 3.7 km2의 면적을 뒤덮고 있어, 세계에서 가장 큰 도심공원 중 하나로 손꼽힌다. 사람들은 잔디밭에 누워 일광욕을 하거나, 산책길을 따라 조깅한다. 이 공원은 벤저민 톰프슨에 의해 설계되었고, 본래 노동 지역의 환경 개선과 노숙자를 위한 공간이었다. 이곳에 있는 중국탑 인근에 맥주를 즐기기 위한 비어가어텐 (Biergarten) 이 있다.
또다른 대형 공원으로는 올림피아파크, 베스트파크 (Westpark), 님펜부르크 궁전 공원 (북쪽에 님펜부르크 식물원 (Botanischer Garten München-Nymphenburg) 이 조성) 슐라이스하임 궁전 (Schleissheim Palais) 등이 있다. 뮌헨에서 가장 오래된 공원은 레지덴츠 인근의 호프가어텐 (Hofgarten)으로 16세기에 조성되었다. 가장 잘 알려진 비어가어텐은 1780년에 세워진 히어슈가어텐 (Hirschgarten) 으로, 이곳에 사슴이 살고 있다.
티어파크 헬라브룬 (Tierpark Hellabrunn) 에 위치한 시 동물원은 이자르강과 플라우허 (Flaucher) 섬 인근에 위치한다. 동공원 (Ostpark)는 페어라흐-라머즈도어프 (Perlach-Ramersdorf) 에 위치하며, 수영 시설인 미하엘리바트 (Michaelibad)가 있다.

## 스포츠

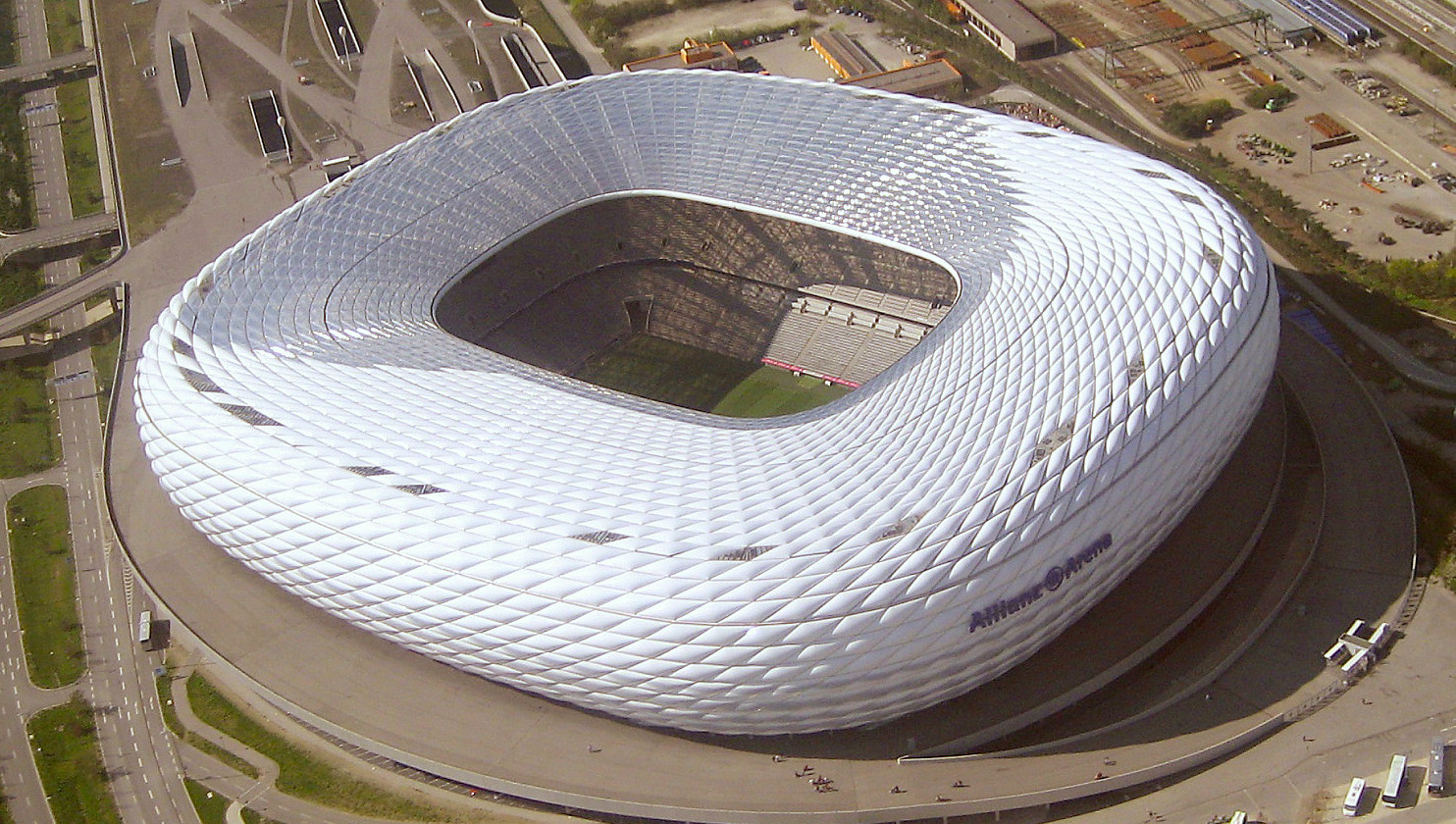
알리안츠 아레나의 항공사진

### 축구
뮌헨은 몇몇 축구 클럽들의 연고지로, 특히 FC 바이에른 뮌헨은 독일 내에서 가장 인기가 높고, 가장 성공적인 클럽이다. 뮌헨을 연고로 하는 축구 클럽들 중에서 현재까지 3개 팀이 푸스볼-분데스리가에 한시즌이라도 이름을 올렸다. 그 팀들의 이름은 FC 바이에른 뮌헨, TSV 1860 뮌헨, 그리고 SpVgg 운터하힝이다. 현재 세 팀은 각각 푸스볼-분데스리가, 2. 푸스볼-분데스리가, 3. 리가에 속해있다.

### 하키
뮌헨을 연고로 하는 하키 클럽으로는 EHC 뮌헨 (Eishockeyclub München) 이 있다.

### 올림픽

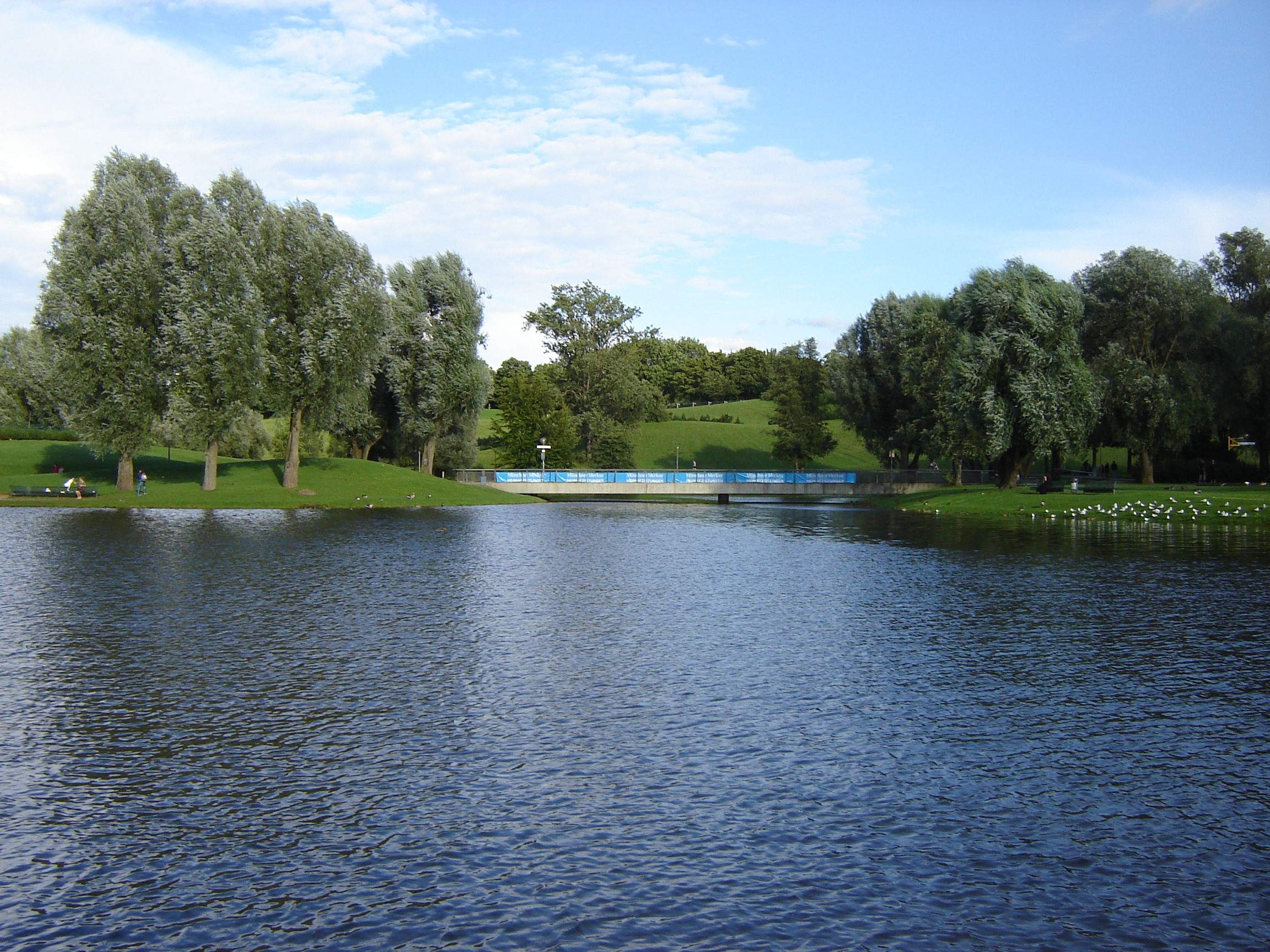
올림피아 호수

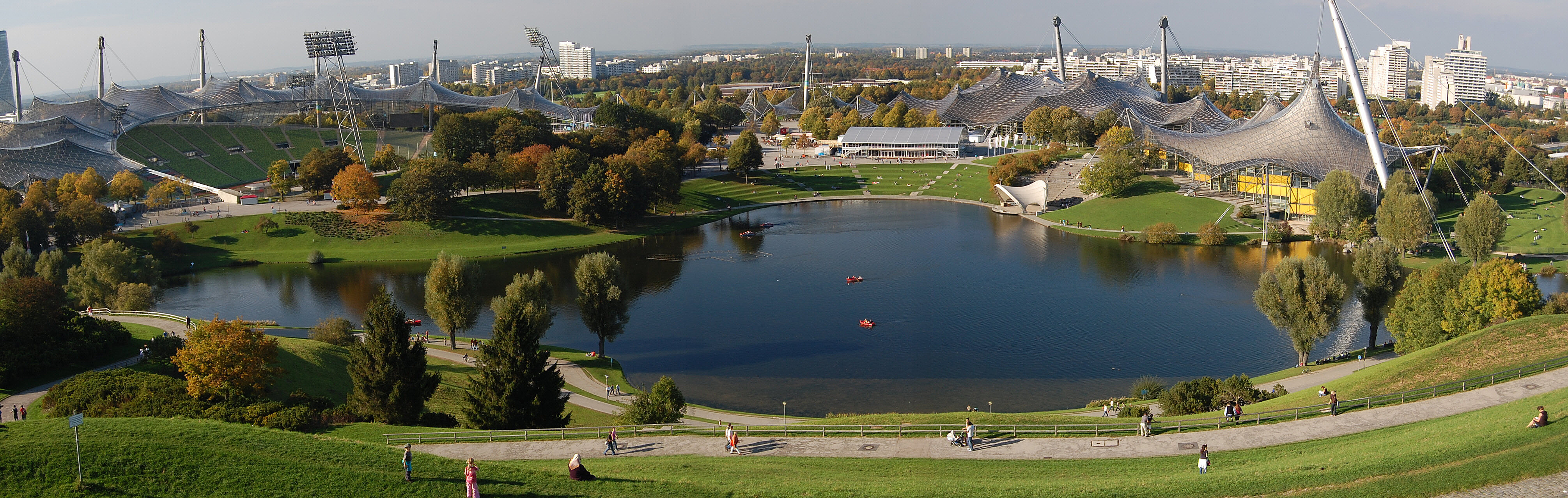
뮌헨 올림픽공원 전경

뮌헨은 1972년 하계 올림픽을 개최하였고, 2006년 FIFA 월드컵 당시 개최 도시들 가운데 하나였다. 그러나 후자의 대회 경우 올림피아슈타디온이 아닌 축구 전용 경기장 알리안츠 아레나에서 경기를 하였다.
뮌헨은 2018년 동계 올림픽 유치 경쟁에 참여하였으나, 대한민국 평창군에 밀렸다. 2011년 9월, 토마스 바흐 DOSB 회장은 추후에 다시 동계 올림픽 유치 경쟁에 참여할 것임을 밝혔다.

## 문화

### 언어
오스트로바이에른어는 뮌헨 일대에서 사용되는 언어로, 그 언어계에 속한 오버바이에른어 (Oberbayrisch) 가 이 지역에서 사용된다. 오스트로바이에른어는 바이에른주나 지역 정부의 승인을 받지 못하였으나, 국제 SIL에 등재되어 있으며 ISO-639의 부호를 지니고 있다.

### 박물관
독일 박물관 (Deutsches Museum) 은 이자르강의 하중도에 위치하며, 세계에서 가장 오래되고 큰 박물관들 중 하나이다. 3동의 불필요한 박람회 건물은 폐쇄되어 교통 박물관 (Verkehrsmuseum)으로 새단장되고 있다. 이곳에서 독일 박물관 전시물을 운반하여 보관할 수 있게 된다. 슐라이스하임 항공 전시관 인근의 슐라이스하임 특수 비행장에서 에어쇼를 볼 수 있다. 몇 국립화되지 않은 박물관들 (대체로 뮌헨 루트비히 막시밀리안 대학교 소속) 은 고고학, 지학, 광물학, 동물학, 식물학, 인류학에 관련된 자료를 다량 전시하고 있다.

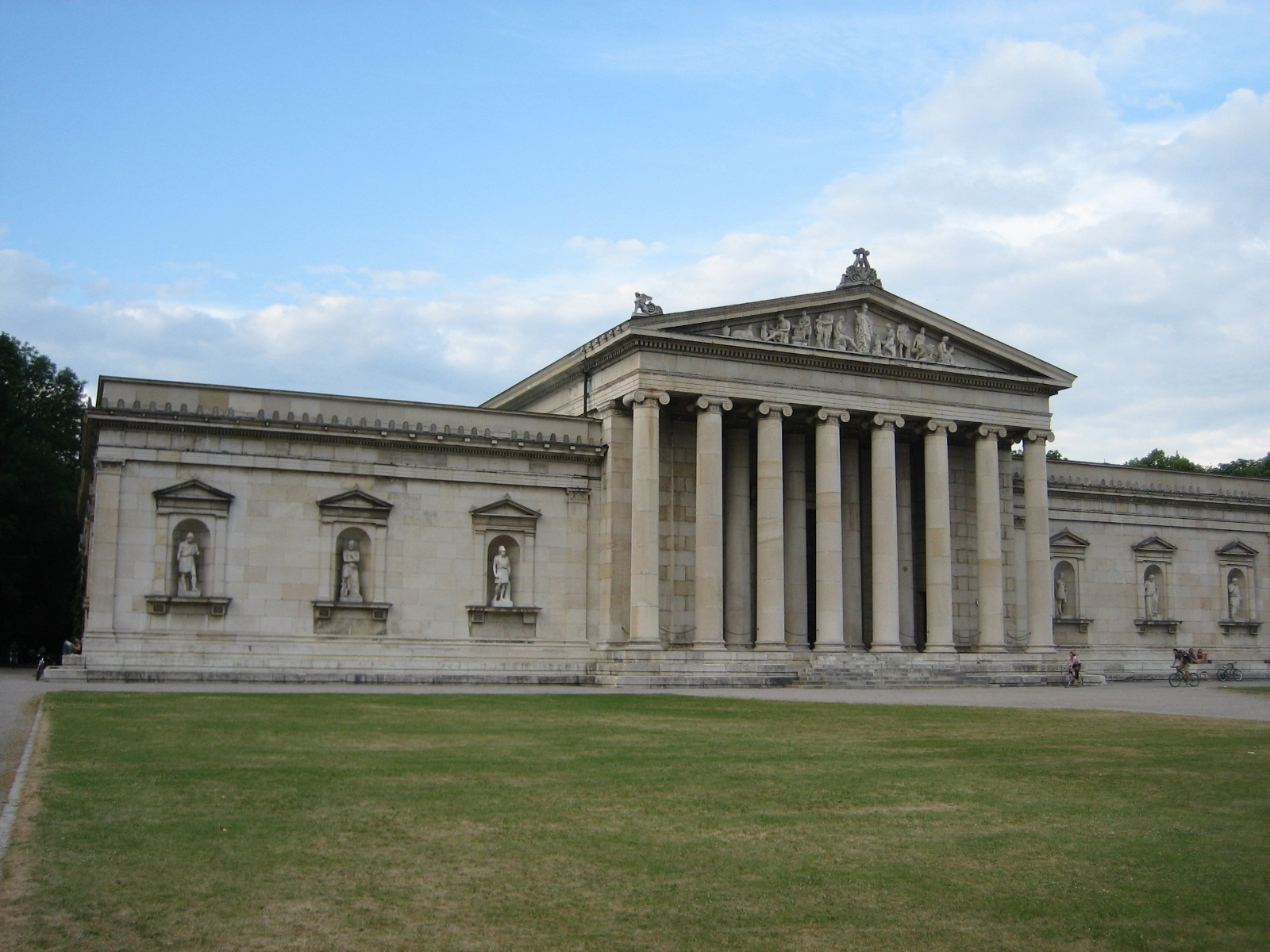
글립토테크 (Glyptothek)

쿤슈타레알 (Kunstareal) 지역에는 주요 미술관들이 존재한다. 그 중, 구 미술관 (Alte Pinakothek) 과 신 미술관 (Neue Pinakothek), 현대미술관 (Pinakothek der Moderne), 그리고 브란트호어슈트 박물관 (Museum Brandhorst) 가 잘 알려져 있다. 구 미술관은 단일석으로 되어 있으며, 14세기와 18세기 사이에 유럽에서 쓰였던 보물상자가 있다. 이 박물관 내에는 비텔스바흐가 4세기 이상 지배하던 당시의 작품을 다영역에 걸쳐서 다량 보관하고 있으며, 두층으로 이루어져 있다. 주요 전시물로는 알브레히트 뒤러의 작품들인 자화상, 네명의 제자, 카니자니 신 성가, 템피 마도나와 2층짜리 전시물인 페테르 파울 루벤스의 작품 심판의 날이 있다. 이 미술관은 루벤스의 다양한 작품을 전시한다. 제1차 세계 대전 이전, 푸른 기사단 (Blaue Reiter)이라는 예술가 단체가 뮌헨에 상주하였다. 그들의 작품들을 대부분 렌바흐하우스 (Lenbachhaus) 에 전시되어있다. 고대 그리스와 로마의 예술작품은 글립토테크 (Glyptothek) 와 주립 골동품 박물관 (Staatliche Antikensammlung) 에 전시되어 있다. 루트비히 1세는 메두사 론다니니, 베베리니 판 등의 조각을 에게해안의 아파에아 신전에서 공수받았다. 쿤슈타레알에는 이집트 박물관도 자리 잡고 있다.
에라스무스 그라세어의 모리스 춤 조각상은 시내 구 병기고 건물의 뮌헨 시립 박물관에 전시되어 있다.
쿤슈타레알 지역의 또다른 주요 예술관은 구시가지와 이자르강 사이의 레헬에 있는 막시밀리안 가의 문화 주립박물관이다. 이 박물관은 유럽에서 두 번째로 큰 비유럽물품 전시관이자 전시품목 수를 기준으로 독일에서 두 번째로 큰 박물관으로, 바이에른 국립 박물관과 프린츠레겐텐 가의 바이에른 주립 고고학박물관과 더불어 유럽 최고의 예술과 문화 역사 박물관으로 손꼽히고 있다. 샤크갈라리 (Schackgalarie)는 19세기 독일의 예술작품을 보관한다.
구 다하우 강제수용소는 시 경계선에서 16 km 떨어져 있다.

### 예술과 문학
뮌헨은 유럽의 문화적 거점 도시들 중 하나로 오를란도 디 라소, 볼프강 아마데우스 모차르트, 카를 마리아 폰 베버, 리하르트 바그너, 구스타프 말러, 리하르트 슈트라우스, 막스 레거, 카를 오르프 등의 유명 작곡가들이 공연을 벌이기도 하였다. 한스 베르너 헨체에 의해 시작된 뮌헨 비엔날레와 A*Devantgarde로 인해, 도시의 현대 음악이 발전하였다.

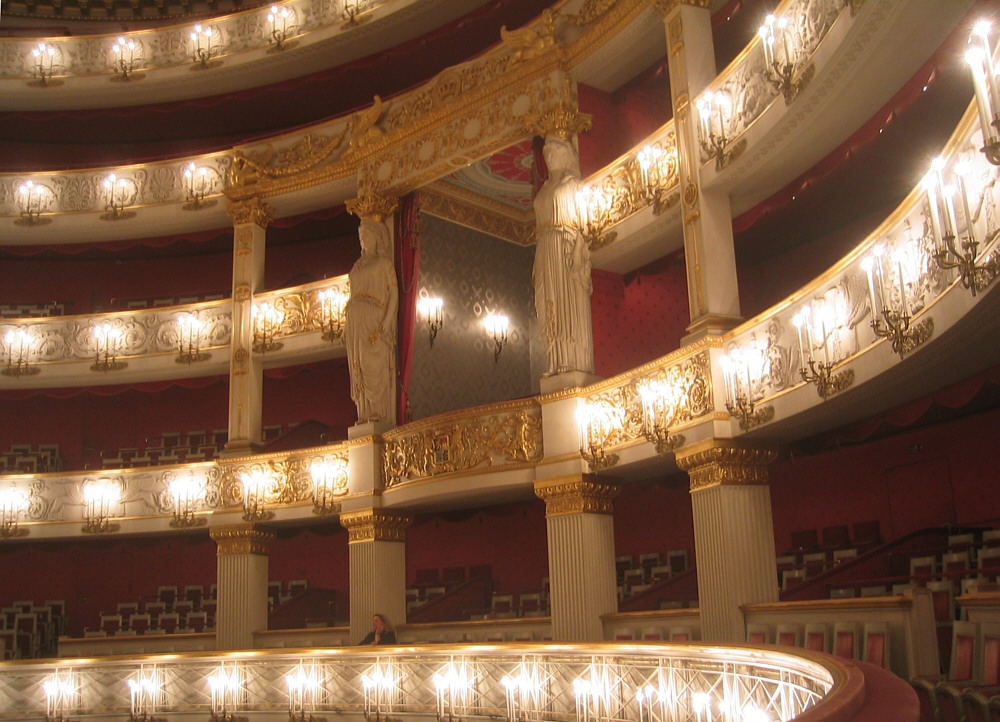
뮌헨 국립극장

국립극장은 바이에른의 루트비히 2세의 감독하에 리하르트 바그너의 오페라가 처음으로 열린 곳으로, 바이에른 주의 오페라와 오케스트라의 본고장이다. 그 옆의 레지덴츠 극장은 제2차 세계 대전까지 쿠빌리에 극장이었던 곳이었다. 1781년 모차르트의 "이도메네오" (Idomeneo)를 시작으로, 다수의 오페라 공연이 이곳에서 열렸다. 게어너플라츠 극장은 발레와 뮤지컬 극장이며, 프린츠레겐텐 극장은 또다른 오페라 극장으로 바이에른 극장 아카데미의 본고장이다. 현대적인 가슈타이히는 뮌헨 필하모니 관현악단의 본고장이다. 위의 두 국제적인 음악공연단체 외에도 바이에른 방송 교향악단이 존재한다. 방송 교향악단의 처음 본거지는 레지덴츠의 헤어쿨레잘 (Herkulesaal)이다. 도이체 극장에서는 대형 행사와 뮤지컬을 진행한다.

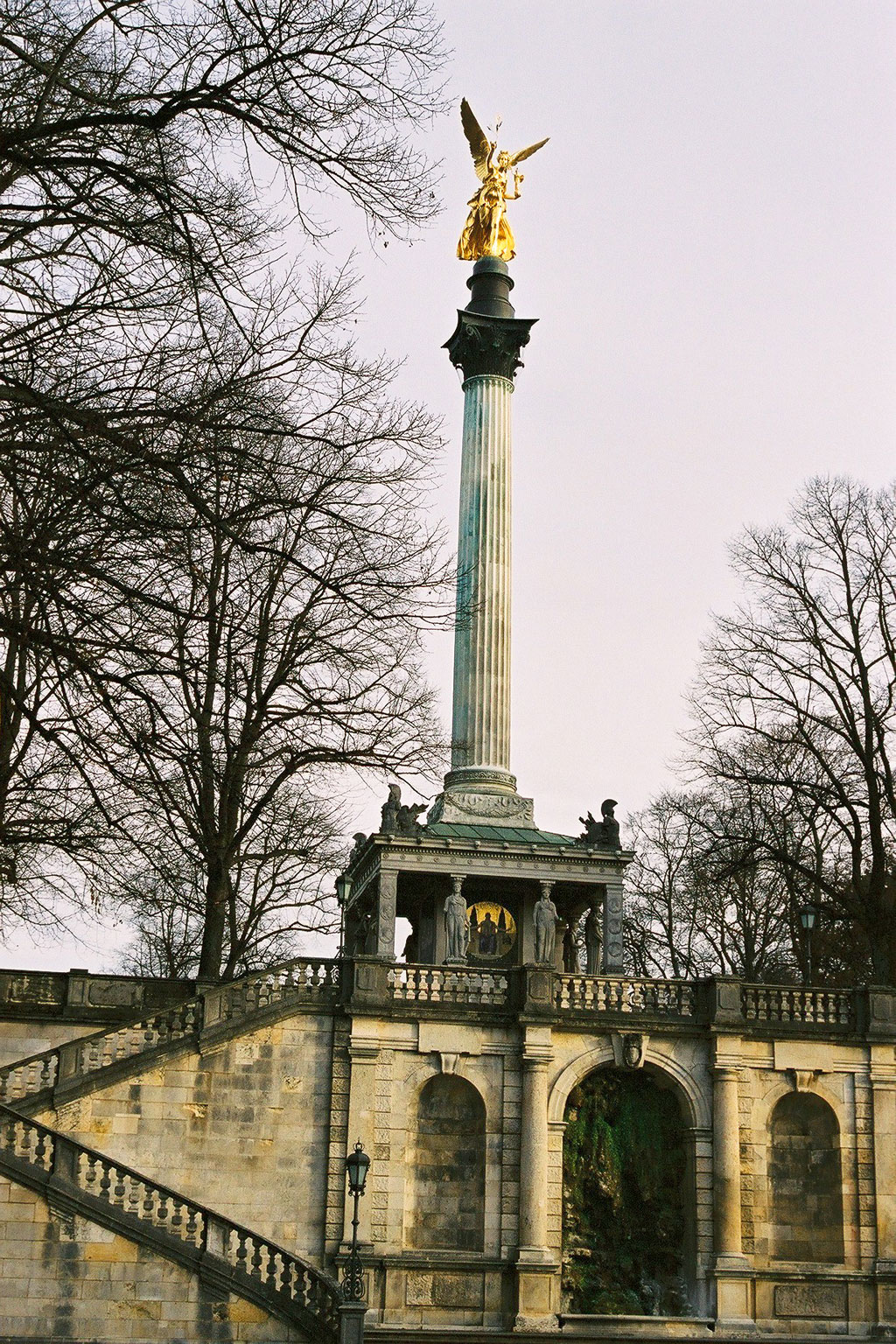
황금 평화의 천사

뮌헨 카머슈필레는 레지덴츠 극장의 바이에른 슈타트샤우슈필 옆에 위치하며, 독일어권에서 가장 중요한 극장들 중 하나이다. 1775년 고트홀트 에프라임 레싱의 첫 공연 이래, 크리스티안 프리드리히 헤벨, 헨리크 입센, 후고 폰 호프만슈탈과 같은 작가들이 이곳을 무대로 하였다.
이 도시는 세계에서 두 번째로 많은 책을 출판하는 것으로 알려져 있으며 (250여개의 출판사가 뮌헨 시내에 사무실을 두고 있다.), 매치리스 매거진, LAX마그, 프린츠 등을 비롯한 국내 및 국제 출판사들이 있다.
뮌헨에는 바이에른 왕국 시절부터 파울 요한 루트비히 폰 하이제, 막스 할베, 라이너 마리아 릴케, 프랑크 베데킨트 등의 문학 거물들을 다수 배출하였다.제1차 세계 대전 직전, 도시는 경제적 문화적으로 정점을 찍고 있었다. 뮌헨과 그 인근의 슈바빙 지역은 토마스 만을 비롯한 다수의 예술가와 문인들이 거주하였다. 바이마르 시대에도 리온 포이트방거, 베르톨트 브레히트, 오스카르 마리아 그라프와 같은 저자들이 거주하였다. 1919년, 바이에른 필름 스튜디오가 창설되었다.
고딕 시대에서 바로크 시대까지, 에라스무스 그라세어, 얀 폴락, 요한 밥티스트 슈트라웁, 이그나츠 귄터, 한스 크룸퍼, 루트비히 폰 슈반탈러, 코스모스 다미안 아잠, 에기트 퀴린 아잠, 요한 밥티스트 치머만, 요한 미하엘 피셔, 그리고 프랑수아 드 쿠빌리에등의 예술가가 활동하였다. 뮌헨은 카를 로트만, 로비스 코린트, 빌헬름 폰 카울바흐, 카를 슈핏츠베흐, 프란츠 폰 렌바흐, 프란츠 폰 슈트룩, 그리고 빌헬른 라이벨과 등이 1911년에 창설된 푸른 기사 (Der Blaue Reiter) 와 같은 인상주의자 예술가 단체에 활동하였다. 뮌헨은 이 푸른 기사 단체의 본거지로, 그 회원으로 파울 클레이, 바실리 칸딘스키, 알렉세이 폰 아블렌스키, 가브릴레 뮌터, 프란츠 마크, 아우구스트 마케, 그리고 알프레트 쿠빈 등을 두었었다.

### 호프브로이하우스와 옥토버페스트

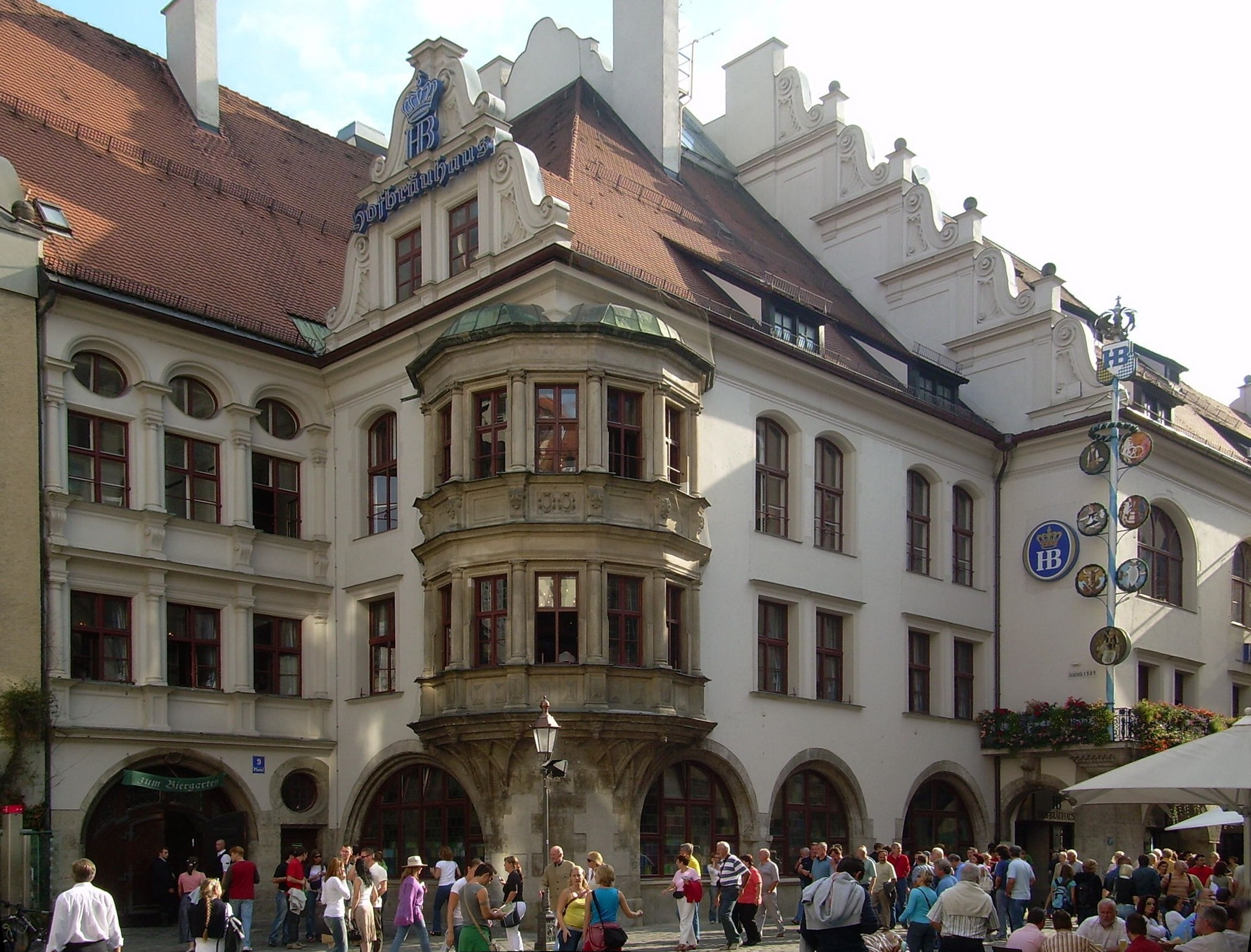
호프브로이하우스

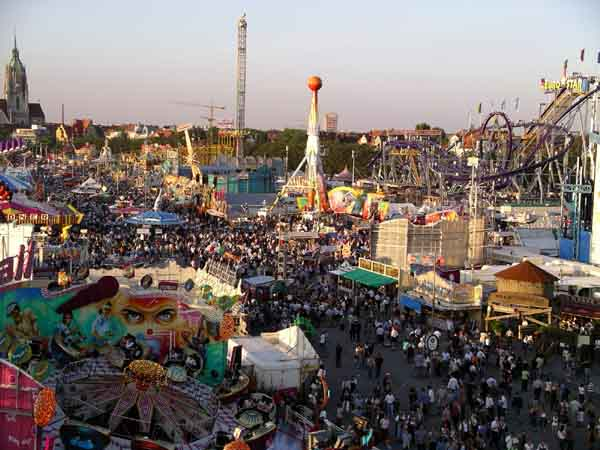
2003년의 옥토버페스트

가장 잘 알려진 맥주홀인, 호프브로이하우스 암 플라츨 (Hofbräuhaus am Platzl) 은 도심에 위치한다. 이곳에는 뮌헨의 가장 유명한 연간행사인 옥토버페스트 (Oktoberfest) 때에 두 번째로 큰 텐트를 운영하기도 한다. 2주간, 옥토버페스트는 100만여명의 방문객을 맥주 텐트 (Bierzelte) 와 각종 엔터테인먼트로 끌어들이고 있다. 1810년 10월 12일에 루트비히 황태자와 작센-힐트부어크하우젠의 테레제 공주와의 결혼을 기념하여 첫 번째 옥토버페스트가 열렸다. 이 연간행사는 경마로 종료되며, 이 경마는 현재 옥토버페스트로 알려진 축제로 발전하였다. 그 이름에도 불구하고, 대부분의 옥토버페스트는 9월에 열린다. 이 축제는 독일 통일일인 10월 3일이 월요일이나 화요일이 아닌 한, 10월 첫째주 일요일에 종료된다. 10월 3일이 월요일이나 화요일인 경우, 이날까지 축제를 연다.

### 지역 요리

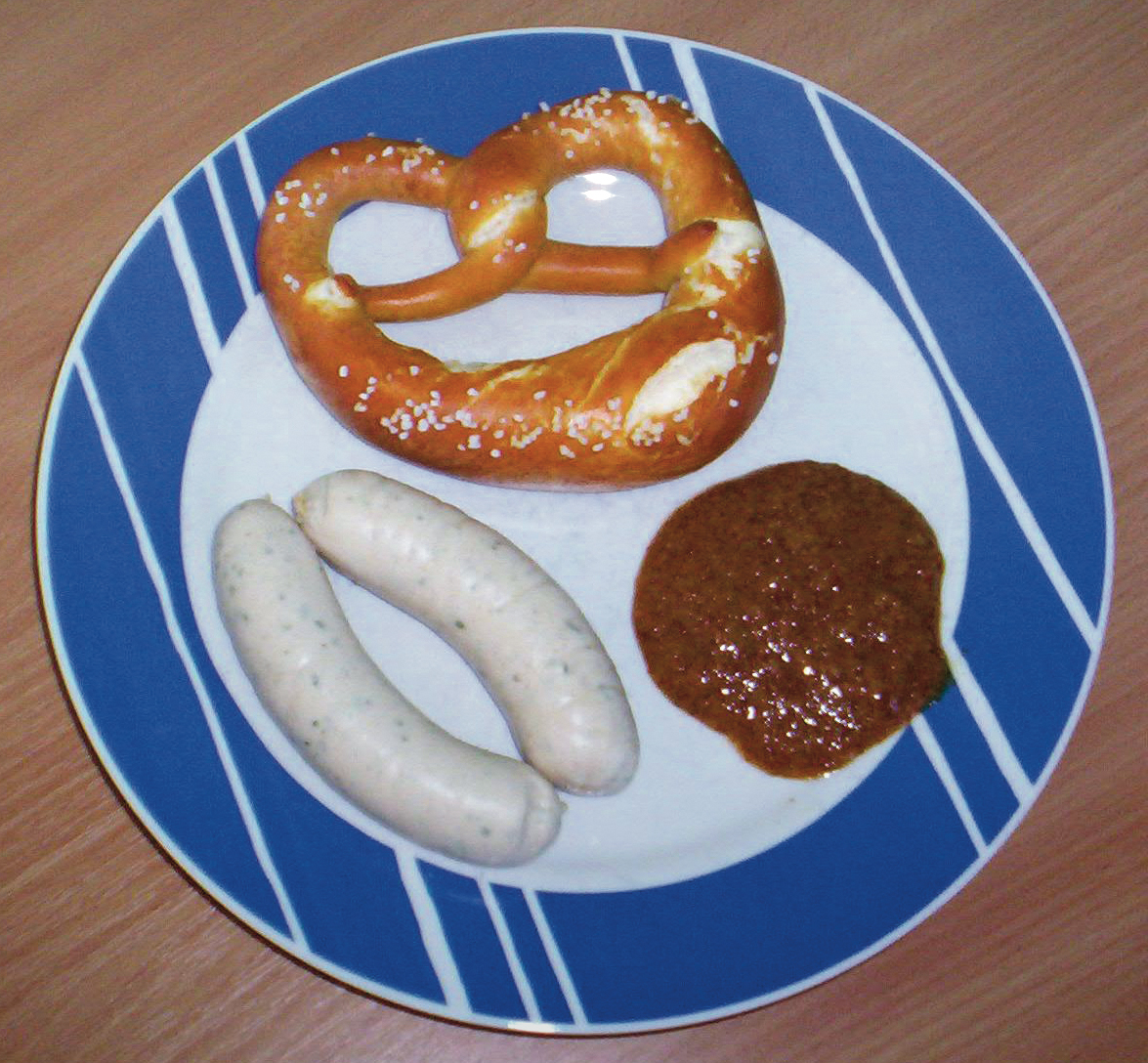
단겨자 (süßer Senf)를 곁들인 흰소시지 (Weißwurst) 와 브레첼 (Brezn).

흰소시지 (Weißwurst)는 뮌헨의 지역 요리이다. 이 소시지는 정오 이전에만 먹는 음식으로, 냉장고가 생기기 전에 소시지를 오래 보관하지 못한데에서 시작된 전통이다. 소시지는 주로 단겨자와 갓 구워낸 브레첼과 같이 먹는다. 레버케스 (Leberkäs) 라는 바이에른식 소시지는 주로 감자 샐러드와 곁들여지는 지역의 또다른 별미이다.
뮌헨 지역을 대표하는 스프로는 레버뇌델 (Leberknödel) 로, 간과 양파로 맛을 낸 만두 스프이다.
냄비에 구운 돼지고기 (Schweinsbraten), 감자 혹은 흰빵으로 만든 만두 (Knödel), 양배추절임 (Kraut), 족발 (Schweinshaxe)는 주로 점심과 저녁식사로 나온다. 보이셰얼 (Beuscherl) 은 돼지의 폐, 심장, 지라를 만두와 곁들인 요리이다.
가장 잘 알려진 디저트로는 스트루들로 바닐라 소스를 곁들인 사과 스트루들 (Apfelstrudel), 크림치즈 스트루들 (Millirahamstrudel) 이 있고, 커스터드를 곁들인 효모 만두 (Dampfnudeln), 대형 도넛 (Auszogene) 등이 있다. 그 외에도, 루이폴트 왕자를 기리기 위해 제작된 프린츠레겐텐토어테 (Prinzregententorte)가 있다.
맥주 정원에서 몇몇 지역을 대표하는 찬음식들을 맛볼 수도 있다. 오바츠다 (Obatzda)는 잘게 부순 카망베르에 크림치즈를 곁들인 것으로, 잘게 부순 양파와 파프리카를 넣은 것이다. 이는 맥주 정원에서 얇게 썰어 절인 무 (Radi), 식초와 기름으로 양념해 양파, 상추와 곁들여 먹는 소시지 샐러드 (Münchner Wurstsalat)와 함께 곁들여 먹는다. 구이 요리로는 주로 꼬챙이를 사용해 구운 생선 (Steckerlfisch) 로 주로 고등어를 쓰며, 송어와 같이 지역 특산물이 아닌 생선을 쓰기도 한다. 이 생선은 숯불에 훈제되어 요리된다. 다른 구이 요리로는 반정도 구운 닭고기 (Hendl)가 있다.

### 지역 맥주
뮌헨은 맥주 양조장으로 알려져 있으며, 백맥주 (Weißbier / Weizenbier)는 밀맥주로 바이에른 특산물이다. 헬레즈는 1895년에 처음 만들어진 투명안 황금빛 맥주로, 뮌헨에서 현재 가장 인기있는 맥주이다. 헬레즈와 필즈는 당밀을 태워 만든 19세에 인기의 절정을 달리던 흑맥주 (Dunkles)의 존재를 없애버렸다. 슈타크비어는 뮌헨에서 생산되는 맥주들 중 가장 도수가 높으며 (6-9% 알코올), 어두운 앰버색으로, 짙은 당밀맛을 낸다. 성요셉의 날 (5월 19일) 이나 그전에 열리는 강맥주 시즌 (Lenten Starkbierzeit) 에 주로 소비된다. 뮌헨 시내에는 20여개의 맥주정원이 있으며, 이들 중 4개는 영국정원에 있고, 가장 큰 맥주정원은 히어슈가어텐 (Hirschgarten) 에 있다.

### 시장
빅투알린 시장 (Viktualienmarkt) 은 신선한 식료품과 특산물을 취급하는 시장이다. 아우어 둘트 (Auer Dult)는 마리아힐프 성당 (Mariahilf)에서 1년에 3차례 열리며, 가장 오래된 뮌헨의 시장들 중 하나로, 주로 골동품을 취급한다. 크리스트킨들 시장 (Christkindlemarkt) 은 성탄절 3주전에 마리엔 광장 (Marienplatz) 과 다른 시 주요 광장에서 열리며, 크리스마스 물품들을 취급한다.

### 야간 문화
야간운영이 허락된 건물은 6,000동이 넘는데 이들 건물은 학생과 예술가들의 주요 거주지인 슈바빙 (Schwabing) 구역에 집중되어 있다. 몇기의 알려진 야간운영 건물들은 다음과 같다:
- 여행자 맥주 양조장: 뮌헨의 가장 오래된 양조장 중 하나로, 도심의 탈 (Tal) 구역 인근에 위치한다.
- 쿨트파브릭 (Kultfabrik, 예전에 쿤슈트파크 오스트 (Kunstpark Ost) 로 불림) 과 옵피몰베어케 (Optimolwerke): 과거의 공업 단지이자 현재의 디스코와 펍의 밀집단지.
- 뮌헨의 동성애자 밀집지역은 이자어보어슈타트 (Isarvorstadt) 로, 게어트너플라츠의 주립극장 (Staatstheater am Gärtnerplatz) 주변에 위치하며, 글로켄바흐비어텔 (Glockenbachviertel) 로 알려져있다.

## 고등교육

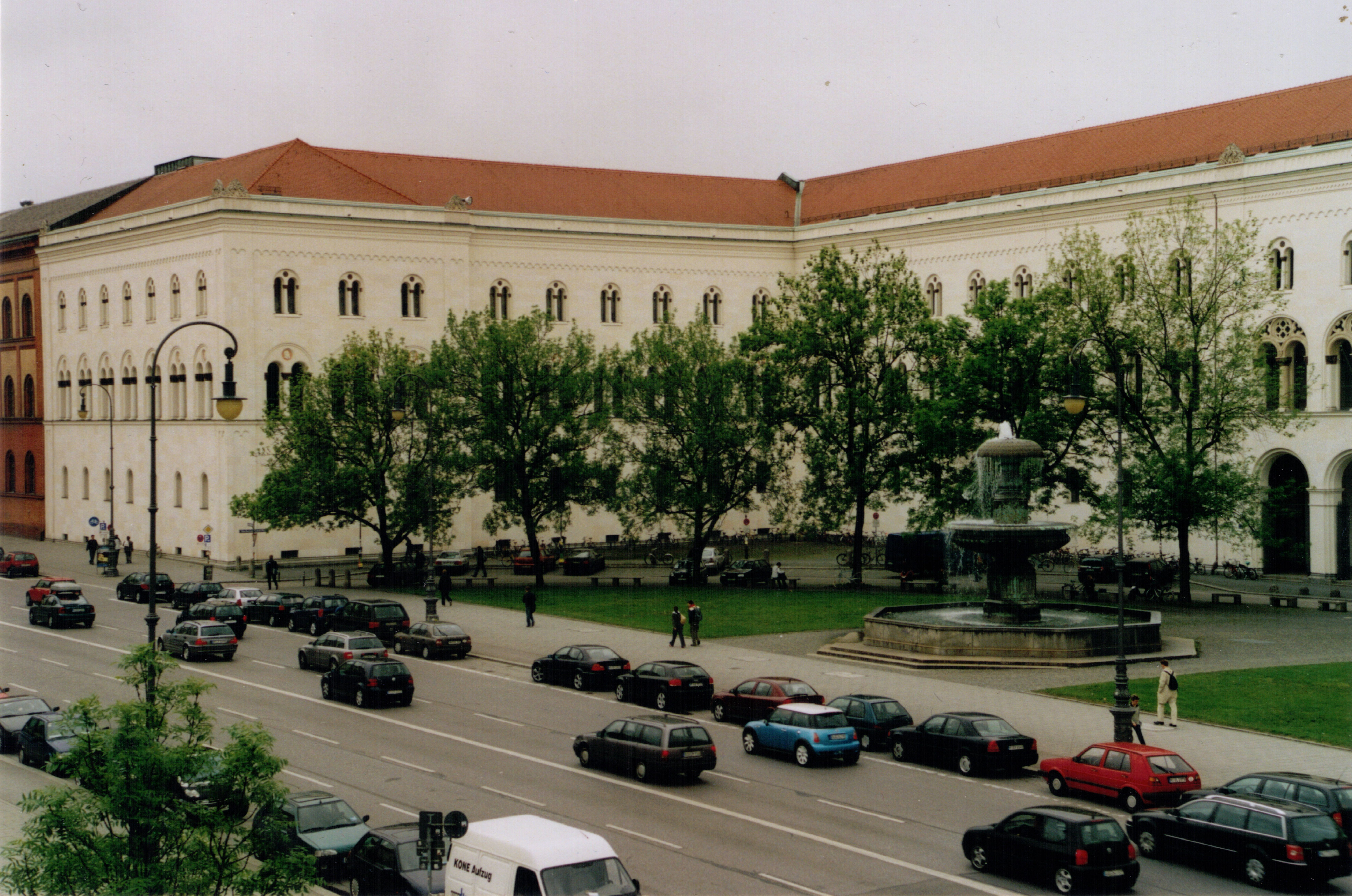
루트비히 막시밀리안 대학교 본관

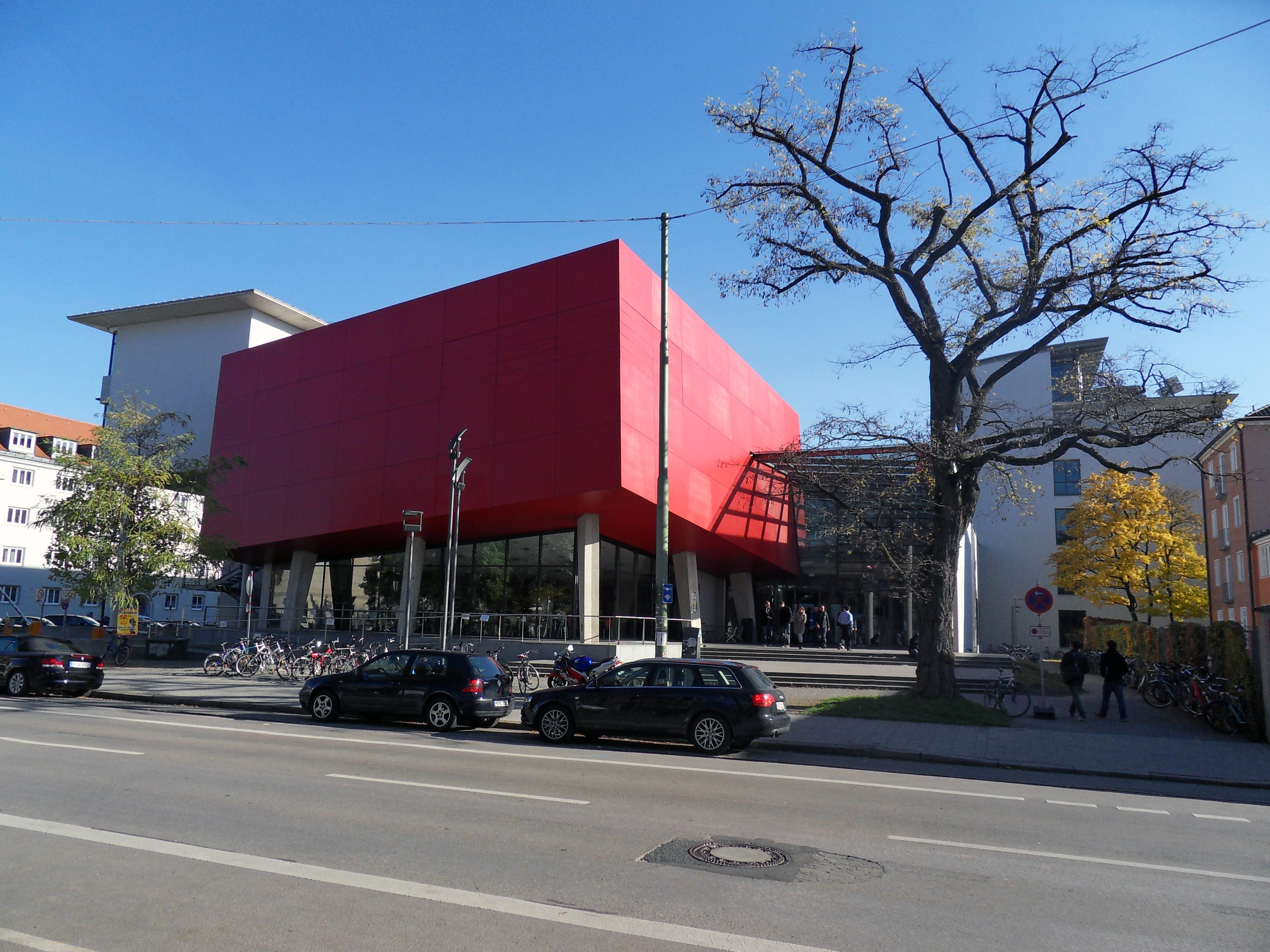
뮌헨 전문기술 대학교

뮌헨은 과학과 연구의 중심 도시들 중 하나로, 1901년 빌헬름 콘라트 뢴트겐에서 2005년 테오도어 헨슈까지 많은 노벨상 수상자들을 배출하였다. 뮌헨은 루트비히 4세당시부터 미카엘 디 체세나, 마르실리오 다 파두아, 그리고 오컴의 윌리엄같은 철학자들이 황제의 비호를 받았다. 뮌헨 루트비히 막시밀리안 대학교 (LMU) 와 뮌헨 공과대학교 (Technische Universität München: TU / TUM)는 주연방연합교육연구부에 의해 엘리트 대학교 칭호가 내려진 최초의 세 독일 대학들 중 두 대학교이다. 이 두개의 뮌헨 소재 대학교 외의 최초 엘리트 대학교는 카를스루에 공대 (현 카를스루에 공과대학교) 로, 2006년 첫 평가를 기점으로 현재 더 큰 금액의 연구 예산을 지원받고 있다.
- 뮌헨 루트비히 막시밀리안 대학교 (LMU), 1472년 잉골슈타트에 창설, 1826년 뮌헨으로 이전
- 뮌헨 공과대학교 (TUM), 1868년 창설
- 우크라이나 자유 대학교, 1921년 창설, 1945년 뮌헨으로 이전
- 뮌헨 상업학교 (MBS), 1991년 창설
- 뮌헨 전문과학대학교 (HM), 1971년 창설
- 뮌헨 지적재산센터 (MIPLC)
- 뮌헨 연방대학교 (Bundeswehr University Munich), 1973년 노이비에어크에 창설
- 뮌헨 극 / 음학학교 1830년 창설
- 뮌헨 예술 아카데미 (Akademie der Bildenden Künste München), 1808년 창설
- 뮌헨 텔레비전/영화대학교 (Hochschule für Fernsehen und Film), 1966년 창설
- 뮌헨 철학학교, 1925년 풀라흐에 창설, 1971년 뮌헨으로 이전
- 뮌헨 정치학교
- 뮌헨 가톨릭대학교, 1971년 창설
- 막스 플랑크 분자 / 세포과학 연구학교
- 국립 경영학교 (ISM)
- 독일 언론학교, 1959년 창설

## 과학 연구기관

### 막스플랑크협회
막스플랑크협회는 독일의 비영리 연구기관으로, 행정 본부가 뮌헨에 위치한다. 다음의 연구기관이 뮌헨에 위치한다:
- 막스플랑크 천체물리학 연구소, 가어힝 (Garching)
- 막스플랑크 생화학 연구소, 마틴즈리트 (Martinsried)
- 막스플랑크 외계물리학 연구소, 가어힝 (Garching)
- 막스플랑크 국제사회법 연구소, 뮌헨
- 막스플랑크 IIC 연구소, 뮌헨
- 막스플랑크 신경생물학 연구소, 마틴즈리트 (Martinsried)
- 막스플랑크 조류학 연구소; 안데흐스-에얼링 (Andechs-Erling) 바이오리듬연구소; 라돌프첼, 제비젠 (Radolfzell, Seewiesen) 번식연구소
- 막스플랑크 물리 연구소, 뮌헨
- 막스플랑크 플라즈마역학 연구소; 가어힝 (Garching), 그라이프즈발트 (Greifswald)
- 막스플랑크 정신학 연구소, 뮌헨
- 막스플랑크 정신연구 연구소, 뮌헨 (폐쇄)
- 막스플랑크 양자역학 연구소, 가어힝 (Garching)

### 기타 연구소
- 뮌헨 식물학 연구소
- 프라운호퍼 연구소
- 유럽 남부 관측소
- 뮌헨 헬름홀츠 연구소
- 되어너 연구소
- 발터 마이스너 연구소

## 산업

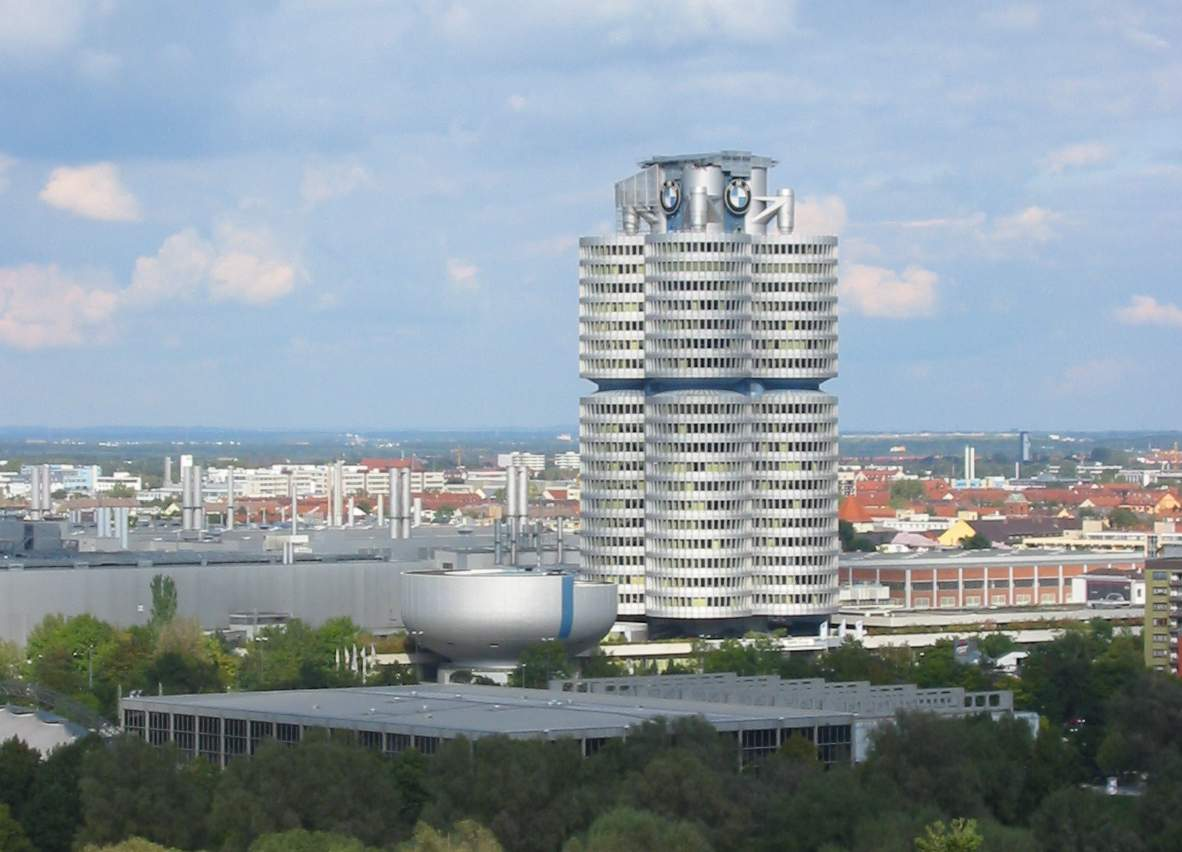
BMW-본사 (꼭대기에서 아래쪽으로 지어진 드문 건축물들 중 하나) 와 사발 모양의 BMW 박물관

뮌헨은 경제적 기반이 다른 독일의 도시들보다 탄탄하며 실직률이 다른 100만을 넘는 독일의 대도시들 (베를린, 함부르크, 그리고 쾰른만이 이 목록에 해당) 에 비해 이상이나 적은 최소의 실직율 (3.0%) 을 가지고 있다. 이 도시는 독일 남부의 경제 중심 역할을 맡는다. “새 사회 시장경제” (Neue Soziale Marktwirtschaft, INSM) 와 “주간 비즈니스” (WirtschaftsWoche) 잡지는 2006년 6월에 세 번째 비교조사에서 최고의 도시로 평가하였다. 뮌헨은 2005년 2월의 “경제” (Capital) 지, 2002년 2011년 사이의 전망을 반영하여 60개의 도시에 실시한 조사에서 1위로 평가하였다. 뮌헨은 세계적인 도시로 손꼽히며, 지멘스 AG (전자), BMW (차량), MAN SE (트럭), 린데 (가스), 알리안츠 (보험), 뮤닉 리 (재보험), 그리고 로데 & 슈바어츠 (전기) 등의 본사를 두고 있다. 500,000명이 넘는 상주인구를 가진 도시들 중 뮌헨의 소비지출액 (1인당 26,648유로, 2007년 기준) 이 가장 많다. 2006년, 뮌헨의 노동자 계급층 시급량은 2007년 평균 18.62유로였다.
2009년 뮌헨은 포춘 글로벌 500의 경제지표에서 8위를 기록하였다. 뮌헨은 생명공학기술, 소프트웨어 그리고 다양한 3차산업의 중심지이다. 뮌헨은 항공엔진 제조사인 MTU 에어로엔진, 항공 방위산업체인 EADS (오토브룬에 본사 소재), 공장기기 제조사인 크라우스-마파이 (Krauss-Maffei), 카메라 제조회사 아리 (Arri), 반도체 회사 인피네온 (Infineon, 노이비베어크 (Neubiberg) 에 본사 소재), 전구회사 오스람 (Osram) 등의 본사도 두고 있으며, 맥도날드나 마이크로소프트와 같은 외국회사의 유럽 본부도 뮌헨에 본거지를 두고 있다.
뮌헨은 프랑크푸르트 암 마인에 이어 두 번째로 큰 금융가를 두고 있으며, 히포페어라인즈방크와 바이에른 주립은행의 본부를 두고 있다. 보험회사는 알리안츠와 뮤닉 리를 두고 있으며, 프랑크푸르트 암 마인쪽보다 더 중요한 보험 중심지이다.
뮌헨은 유럽에서 가장 많은 책을 출판하는 도시이며, 독일 최대 신문사들 중 하나인 쥐트도이체 차이퉁의 본사가 있다. 뮌헨은 독일 제1방송 ARD의 본사를 두고 있으며, 세계 최대의 출판사 랜덤하우스의 독일지부에 속한 프로지벤의 방송 본사도 두고 있으며, 후베어트 부어다 메디아의 본거지이다.
바바리아 필름의 스튜디오가 그륀발트에 위치하며, 이 스튜디오는 유럽의 가장 크고 유명한 스튜디오들 중 하나로 손꼽힌다.
루프트한자는 프랑크푸르트 공항에 이어 두 번째로 뮌헨 국제공항에 두 번째 본거지를 두었다.

## 교통

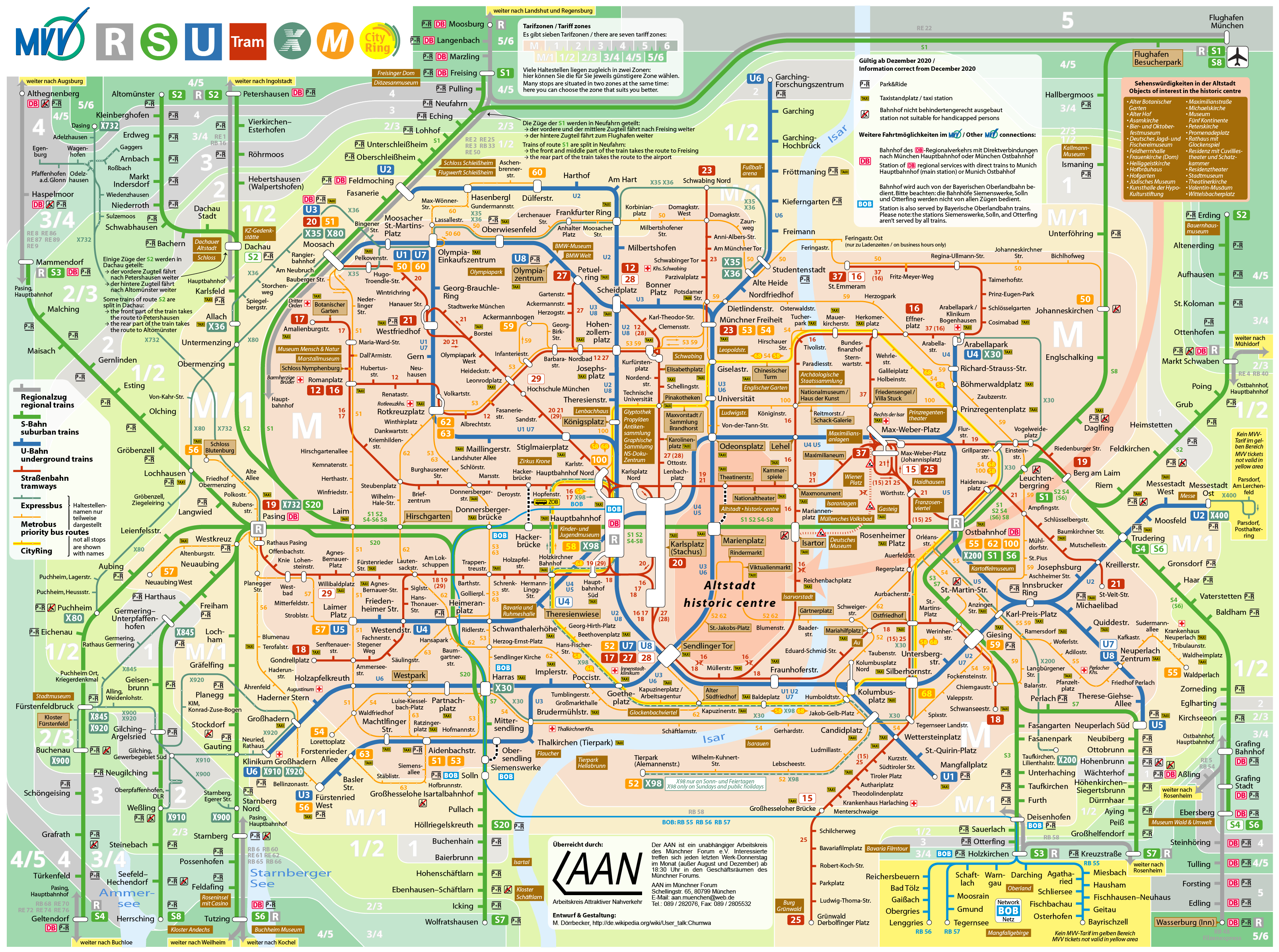
뮌헨 대중 교통 노선도

### 뮌헨 국제공항
도심에서 30 km 떨어진 곳에 위치한 프란츠 요제프 슈트라우스 국제공항 (IATA: MUC, ICAO: EDDM) 은 독일에서 프랑크푸르트 암 마인에 이어 두 번째로 큰 공항으로, 3400만명의 승객들이 매년 이곳을 통해 뮌헨으로 들어오거나 나간다. 공항은 광역철도 S8을 통해 시 동쪽에서, S1을 통해 시 서쪽으로 이동할 수 있다. 뮌헨 중심역 (Hauptbahnhof)에서 공항까지의 이동 시간은 40-45분 소요된다. 2017년 S8은 23분만에 일부 역에만 정차하고 공항에 23분만에 도달할 수 있도록 급행열차를 도입할 계획이다. 400 km/h의 속력으로 주행 가능한 자기부상열차 (트란스라피드) 가 중앙역과 공항 사이를 10분만에 이동 가능하도록 하는 노선의 건설이 처음에 확정되었으나, 2008년 3월에 예산 문제로 취소되었다. 2007년 트란스라피드 건설 프로젝트의 지원단체는 바이에른 프로 라피드를 창설하였다.

### 다른 공항들
2008년, 바이에른 주립 정부는 뮌헨시 서쪽에 위치한 오버파펜호펜 (Oberpfaffenhofen) 비행장의 상업적 목적의 확장공사 허가를 받았다. 이 계획은 오버파펜호펜 거주민들은 물론 지역 정부단체, 뮌헨 시의 반발로 인해 재판까지 벌어졌다. 그러나, 2009년 10월, 지역법원에 의해 연간 9725편 이하의 비행기가 오버파펜호펜에 이착륙하는 것으로 최종적으로 결정되었다.
메밍겐 공항은 서뮌헨 공항으로도 알려져 있다. 2005년 이후, 모든 아우크스부르크 공항의 승객들은 모두 뮌헨의 공항을 이용하게 되었는데, 아우크스부르크 인근의 공항편이 없어져 인근 주민들이 불편을 겪게 되었다.

### 대중 교통 수단
260만명이 상주하는 뮌헨과 인근 위성도시들은 세계에서 가장 복잡하고, 시간을 가장 중요시하는 U-반과 S-반, 트램과 버스의 교통수단으로 연결되어 있다. 이 대중교통 시스템은 뮌헨 교통관세협회 (MVV, Münchner Verkehrs- und Tarifverbund GmbH) 에 의해 관리된다. 뮌헨 트램은 시내에서 가장 오래된 대중 교통수단으로, 1876년에 처음 개통되었다. 뮌헨은 다수의 버스를 현재 또한 운영중이다.
복잡한 지하철과 트램 노선들은 도심 시민들의 편의를 제공한다. 뮌헨 중심역 인근 700m의 가우핑어 가 (Kaufinger Strasse)는 시를 동서로 나누는 교통의 허리를 담당하며, 도심의 남북을 연결한다. 그와 마찬가지로 바인가 (Weinstrasse)는 북쪽으로 호프가어텐 (Hofgarten) 과 연결된다. 시의 허리를 담당하는 길로부터, 다수의 소규모 거리들이 방사적으로 뻗어 있으며, 도보나 자전거로 편리하게 이동 가능하다. 역사적인 현장을 보행자 우선도로로 교체한 이후, 도보나 자전거로 이동하는데 더욱 편리하고 안전하게 하였다. 보행자 우선도로 교체사업은 교통량 제한 규정에 따라 행하여졌다. 이 규정에 따라 제한된 몇 도로에만 차량이 운행할 수 있도록 하였다. 일부 도로는 차량 운행이 금지되었고, 이 자리에 보행로와 자전거길을 도심을 관통하도록 설비하였다. 더 나아가서, 이 보행로와 자전거길은 주요 광장들을 연결하도록 하였다. 사전설계에서 이 도로들은 복합 설계를 통해 진행되었다.
뮌헨 중앙역 (München Hauptbahnhof) 은 시의 주요 열차역으로, 시 서부의 파징역 (Pasing)과 동뮌헨역 (Munich Ostbahnhof) 도 정상적으로 운행하는 일반 철도역이다. 이 세역은 모두 대중교통과 연계되어 있으며, 환승의 중심을 담당한다.
ICE 고속열차는 뮌헨-파징역과 뮌헨 중앙역만 운영한다. 동뮌헨역에는 IC (InterCity) 와 오이로시티 (EuroCity) 열차만 정차한다. 2006년 5월 28일을 기점으로, 뮌헨은 잉골슈타트를 경유하여 뉘른베르크까지 고속노선을 통해 300 km/h로 운행할 수 있게 되었다.
운송회의가 뮌헨 신 전시관 (Messe München International)에서 격년으로 열린다.

### 개인 교통 수단

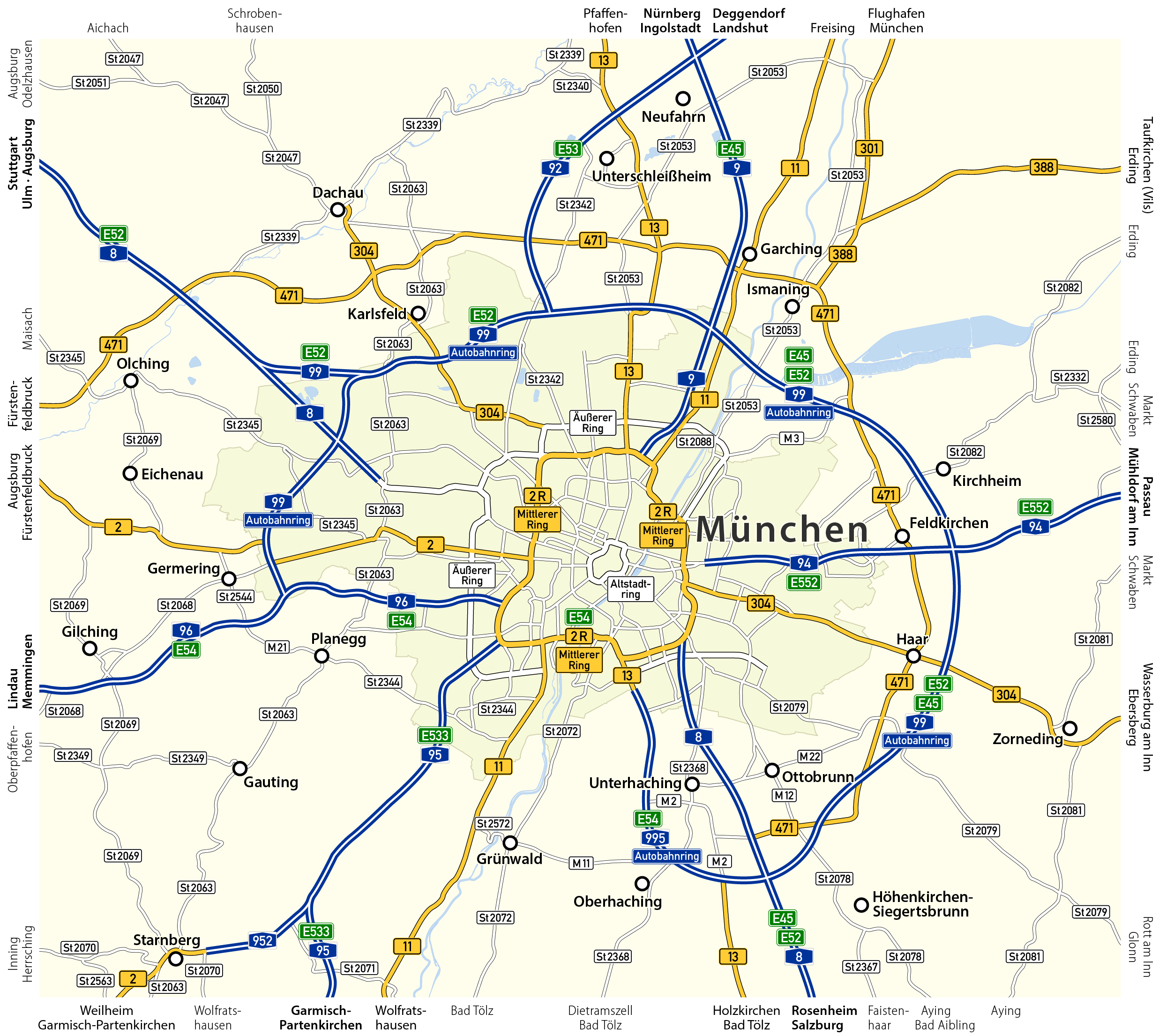
뮌헨 아우토반 안내도

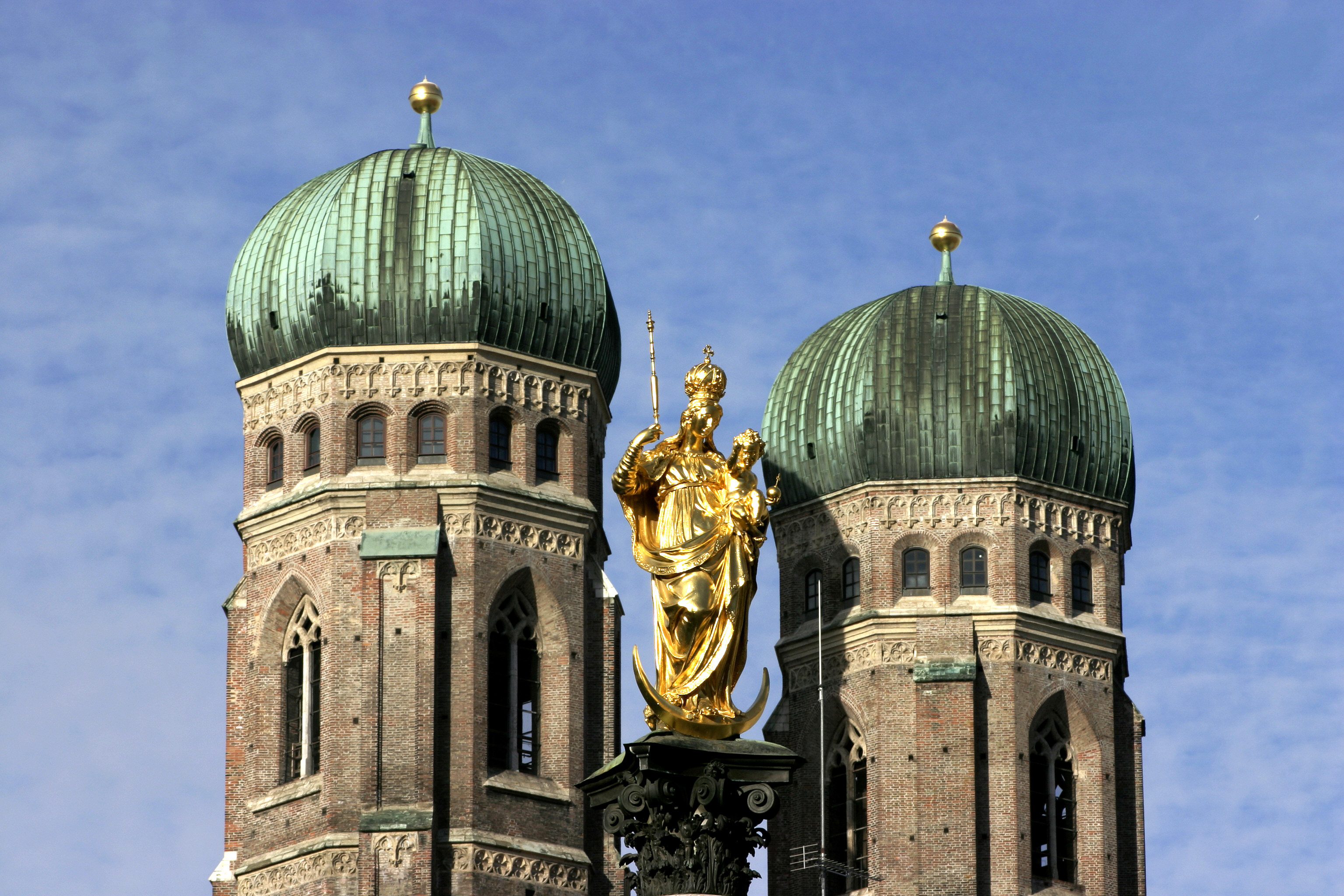
마리아 황금상

뮌헨은 남독일의 아우토반 핵심도시로, 슈투트가르트 (서쪽), 뉘른베르크, 프랑크푸르트 암 마인, 베를린 (북쪽), 데겐도어프, 파사우 (동쪽), 잘츠부르크, 인스부르크 (남동쪽), 가어미슈-파어텐키어헨 (남쪽), 그리고 린다우 (남서쪽)에서 시작한 아우토반이 뮌헨에 끝나며, 독일의 타지, 오스트리아, 이탈리아로 직행이 가능하도록 한다. 그러나 뮌헨 시내와 인근은 대체로 차량통행량이 많다. 차량 지체는 출퇴근시간대와 명절 시작이나 끝마다 매번 일어난다.

### 자전거길
자전거는 뮌헨 시내에서 자동차를 대신하는 최적의 교통 수단으로, 연간 다수의 시민들이 자전거 전용도로를 사용하고 있다. 내부순환로로 둘러싸인 지역의 안쪽에는 자전거 대여소가 있다.

## 자매 도시
- 영국 에든버러 (1954)
- 이탈리아 베로나 (1960)
- 프랑스 보르도 (1964)
- 일본 삿포로시 (1972)
- 미국 신시내티 (1989)
- 우크라이나 키이우 (1989)
- 짐바브웨 하라레 (1996)

## 참고 자료
- 이 문서에는 다음커뮤니케이션(현 카카오)에서 GFDL 또는 CC-SA 라이선스로 배포한 글로벌 세계대백과사전의 내용을 기초로 작성된 글이 포함되어 있습니다.